# Kirchenbezirk Öhringen
Der Evangelische Kirchenbezirk Öhringen ist einer von 43 Kirchenbezirken bzw. Kirchenkreisen der Evangelischen Landeskirche in Württemberg. Sein Gebiet ist deckungsgleich mit dem Dekanat Öhringen.

## Geografie
Der Kirchenbezirk Öhringen liegt im Norden der württembergischen Landeskirche. Sein Gebiet umfasst den Süden und Westen des Hohenlohekreises, also das Gebiet der politischen Städte und Gemeinden Bretzfeld (nur die Ortsteile Adolzfurt und Scheppach, die anderen Ortsteile gehören zum Kirchenbezirk Weinsberg-Neuenstadt), Forchtenberg, Kupferzell, Neuenstein, Öhringen, Pfedelbach, Waldenburg und Zweiflingen sowie die Ortsteile Arnsdorf, Braunoldswiesen, Herdtlingshagen und Reisachshof der Gemeinde Braunsbach und Brachbach und Leipoldsweiler (Utzenhof) der Gemeinde Untermünkheim im Landkreis Schwäbisch Hall.

### Nachbarkirchenbezirke
Der Kirchenbezirk Öhringen grenzt an folgende Kirchenbezirke (im Uhrzeigersinn beginnend im Norden): Künzelsau, Schwäbisch Hall, Weinsberg-Neuenstadt (alle Prälatur Heilbronn).

## Geschichte

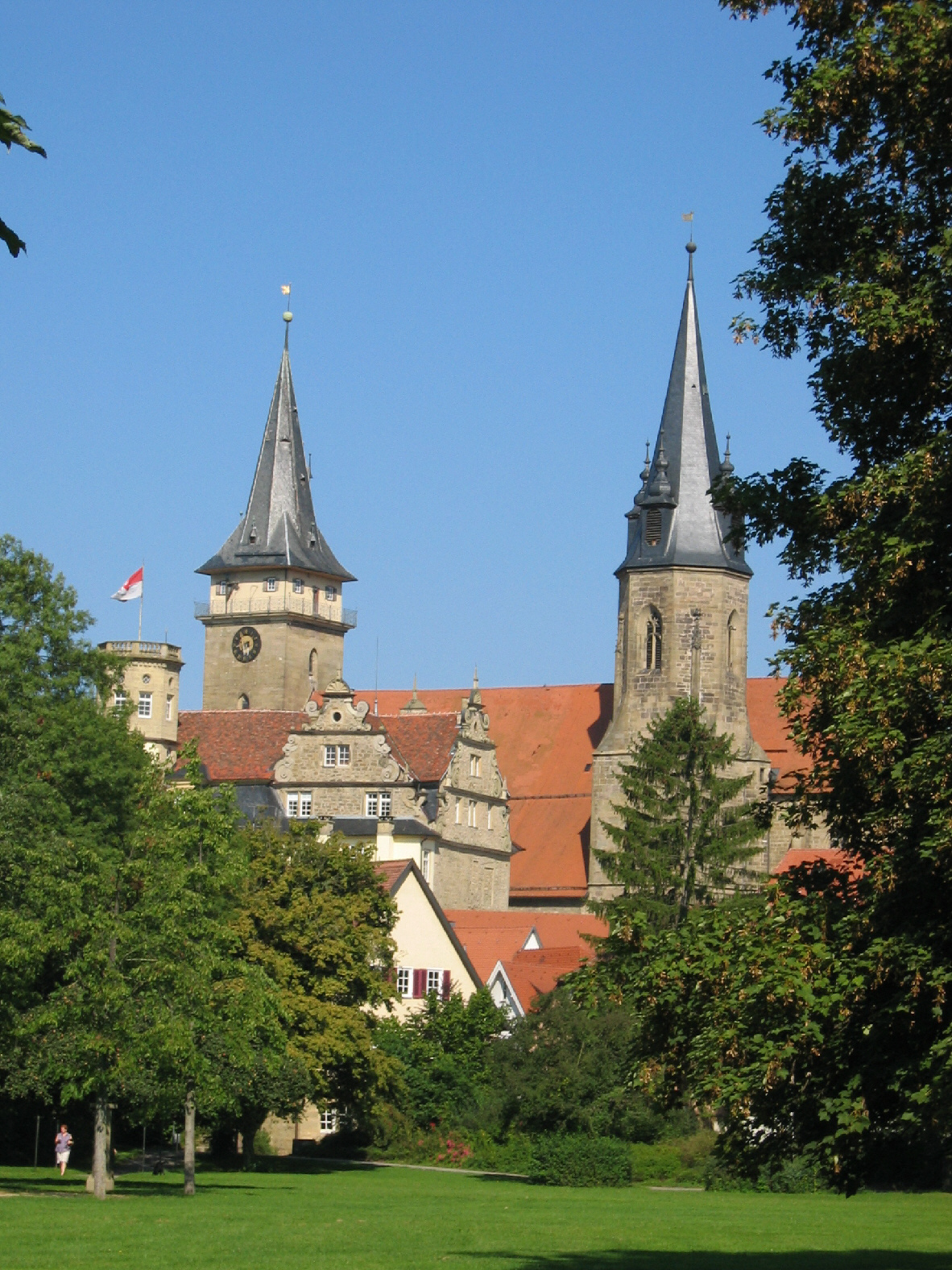
Stiftskirche und Schloss in Öhringen

Das Gebiet des heutigen Dekanats Öhringen gehörte vor 1803 zur historischen Landschaft Hohenlohe, das teilweise in mehrere Linien aufgeteilt war. Eine Residenz der Grafen bzw. Fürsten von Hohenlohe war Öhringen. Die Reformation in diesem Raum wurde bis 1556 eingeführt. Danach war Öhringen Sitz des Generalkonsistoriums, also der kirchlichen Verwaltungsbehörde der gesamten Grafschaft Hohenlohe. Der Stiftsprediger in Öhringen war zugleich Generalsuperintendent, obwohl dieser Titel von den Geistlichen selten oder gar nicht verwendet wurde. Erst im 18. Jahrhundert ist der Begriff „Obersuperintendent“ oder „Obersuperattenden“ überliefert. Das Amt hatte jedoch nicht immer der Stiftsprediger in Öhringen inne, sondern z.B: auch der Pfarrer in Kupferzell. Nach dem Übergang an Württemberg wurde Öhringen 1807 Sitz eines württembergischen Dekanats. Die Stelle des Dekans war dann mit dem Prediger an der Stiftskirche verbunden, wenngleich sie in der Folgezeit teilweise oftmals auch nur provisorisch besetzt war, d. h. der eigentliche Amtsinhaber den Dienst z. B. altershalber nicht mehr leisten konnte. Das Dekanat Öhringen gehörte zunächst zum Generalat Schöntal, ab 1823 zur Generalsuperintendenz Schwäbisch Hall und seit 1913 zur Generalsuperintendenz Heilbronn, aus der die heutige Prälatur Heilbronn hervorging.
Infolge der Auflösung einiger Kreise bzw. Oberämter in Württemberg 1939 wurden auch die kirchlichen Verwaltungsbezirke teilweise neu gegliedert. So wurden mit Wirkung vom 1. April 1939 die Kirchengemeinde Gnadental und Neunkirchen in den Kirchenbezirk Schwäbisch Hall umgegliedert. Mit Wirkung vom 1. Januar 2003 wurde auch die Kirchengemeinde Geißelhardt in den Kirchenbezirk Schwäbisch Hall umgegliedert.
Zum 1. Januar 2020 wurde die Kirchengemeinde Langenbeutingen im Zuge der Fusionierung der Kirchenbezirke Weinsberg und Neuenstadt am Kocher dem neugebildeten Kirchenbezirk Weinsberg-Neuenstadt zugeordnet.

## Leitung des Kirchenbezirks
Die Leitung des Kirchenbezirks obliegt der Bezirkssynode, dem Kirchenbezirksausschuss (KBA) und dem Dekan. Der Dekan ist zugleich einer der Pfarrer an der Stiftskirche in Öhringen. Derzeit (Februar 2024) ist das Amt vakant.

### Dekane des Kirchenbezirks Öhringen seit 1807
noch nicht komplett
- 1807–1812 Johann Wilhelm Hick
- 1812–1829 Karl Friedrich Eichhorn; er war bereits seit 1809 Dekansverweser
- 1830–1847 Karl Friedrich Dietzsch; er war ab 1829 Dekansverweser
- 1847–1875 Gustav Adolf Dietzsch, Dekansverweser
- 1875–1877 Adolf Friedrich Fischer
- 1878–1901 Wilhelm Christian Heinrich Eidenbenz; er war bis 1895 nur Dekansverweser
- 1902–1926 Konrad Maisch
- 1926–1948 Gottlob Faber
- 1948/49–1954 Walter Röcker (1900–1954)
- 1955–1969 Martin Lang (1904–1988)
- 1969–1980 Willi Köpple
- 1980–1996 Adolf Erdmann (* 1933)
- 1997–2015 Joachim Stier (* 1949)
- 2015–2023 Sabine Waldmann

## Kirchengemeinden
Im Kirchenbezirk Öhringen gibt es insgesamt 14 Kirchengemeinden. Davon haben sich drei Kirchengemeinden zu einer Gesamtkirchengemeinde zusammengeschlossen, bleiben aber weiterhin selbständige Körperschaften des öffentlichen Rechts. Die jeweils in Klammern hinter dem Namen der Kirchengemeinde angegebenen Gemeindegliederzahlen beziehen sich auf das Jahr 2005 und sind gerundet.
Das Gebiet des Kirchenbezirks Öhringen gehörte überwiegend zur historischen Landschaft Hohenlohe. Die Grafen von Hohenlohe führten ebenso wie Württemberg früh die Reformation ein. Daher ist das Gebiet überwiegend evangelisch geprägt. Es gibt daher fast in jedem Dorf eine evangelische Kirchengemeinde und eine meist alte Kirche. In allen Orten zogen Katholiken überwiegend erst nach dem Zweiten Weltkrieg zu und errichteten dort zum Teil eigene Kirchengemeinden und Kirchen.

### Kirchengemeinde Adolzfurt-Scheppach

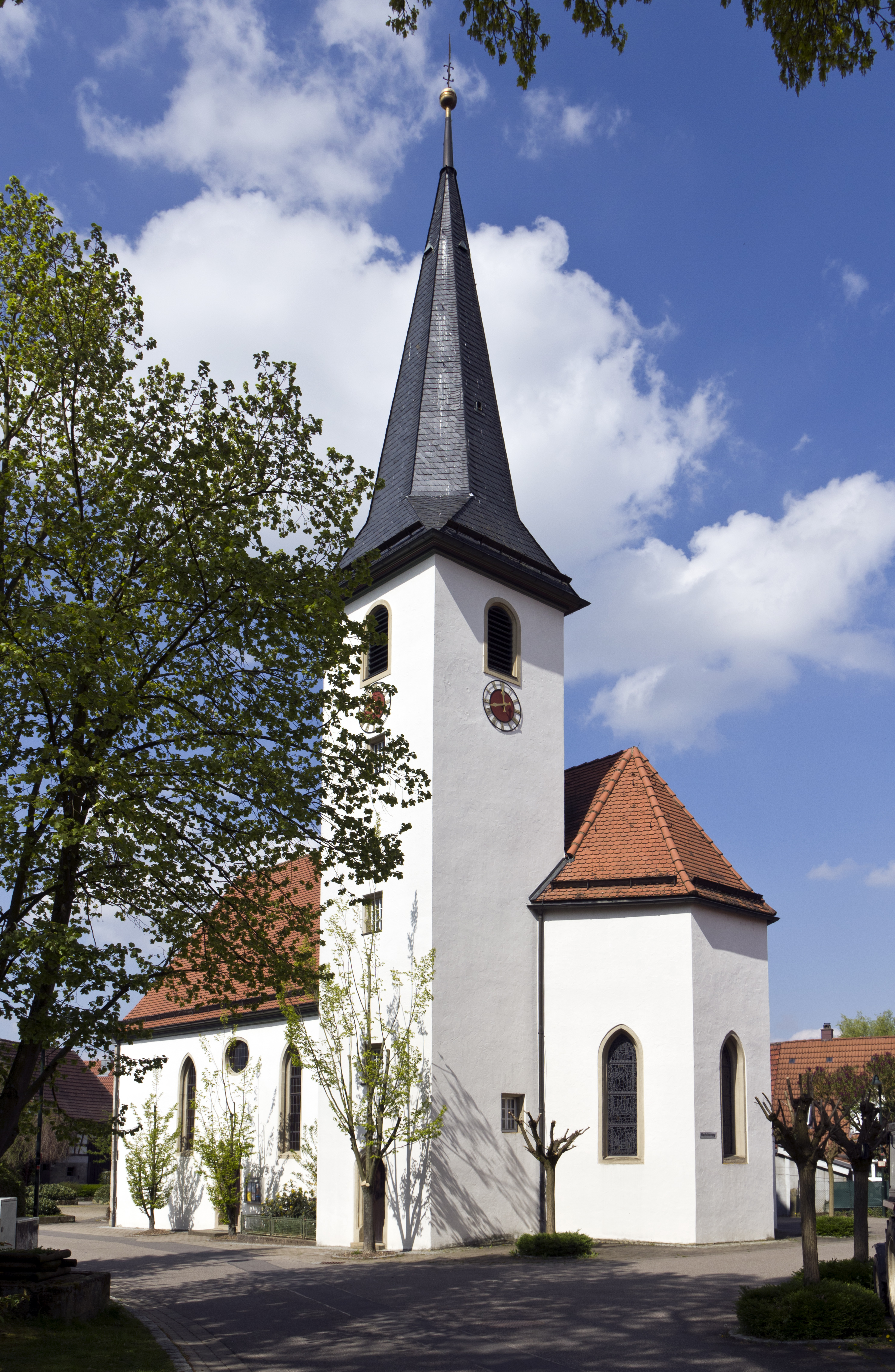
Marien-Kirche in Adolzfurt

Die Kirchengemeinde Adolzfurt-Scheppach (ca. 1.270) umfasst die Ortsteile Adolzfurt, Scheppach, Hälden, Hahnenbusch, Hohenacker und einige kleinere Wohnplätze der Gemeinde Bretzfeld. Im Mittelalter war Adolzfurt kirchliche Filiale von Unterheimbach (Kirchenbezirk Weinsberg). Eine dem Kloster Lichtenstern gehörige Kapelle zu Unserer Lieben Frau in Adolzfurt kam 1563 an Hohenlohe-Langenburg. 1613 wurde in Adolzfurt eine eigene Pfarrei eingerichtet. Nach Plänen des Baumeisters Heinrich Schickhardt und unter Bauleitung des Burgvogts von Neuenstein, Georg Kern, wurde die Marienkirche 1618–1621 zur Querkirche umgebaut und nach Süden erweitert mit Dreiseiten-Empore, Herrengestühl entlang der 5/8-Chorwand und Patronatsempore gegenüber der Kanzel. Der frei stehende Altar mit seinem hölzernen Aufsatz (Kruzifix, Maria und Johannes; eine Sägearbeit mit plastischer Wirkung) stammt von 1684. Die Kirche wurde 1945 teilweise zerstört und konnte bis 1953 wieder aufgebaut werden. Der Künstler Wolf-Dieter Kohler schuf 1967 drei Chorfenster (in den Maßwerken von links nach rechts: Schöpferhand, Opfersymbol Pelikan, himmlisches Jerusalem. In den Motivfenstern links: Verkündigung an Maria, Geburt, Darstellung Jesu im Tempel; Mitte: Abendmahl, Gethsemane, Kreuzigung; rechts: Auferstehung, Emmaus, Begegnung des Auferstandenen mit Jüngern und Thomas).
Scheppach war ursprünglich eine kirchliche Filiale von Waldbach (ebenfalls Kirchenbezirk Weinsberg). Durch Bekanntmachung des Oberkirchenrats vom 10. Januar 1951 wurde die Kirchengemeinde Scheppach von der Gesamtkirchengemeinde Waldbach gelöst und dem Pfarramt Adolzfurt und damit dem Kirchenbezirk Öhringen zugeordnet. Beide Kirchengemeinden (Adolzfurt und Scheppach) bildeten dann die Gesamtkirchengemeinde Adolzfurt. Durch Bekanntmachung des Oberkirchenrats vom 28. August 1984 wurden sowohl die Kirchengemeinde Scheppach, als auch die Gesamtkirchengemeinde Adolzfurt aufgelöst. Die evangelischen Bewohner von Scheppach wurden der Kirchengemeinde Adolzfurt zugeordnet, die gleichzeitig in Kirchengemeinde Adolzfurt-Scheppach umbenannt wurde.

### Kirchengemeinde Baumerlenbach-Ohrnberg

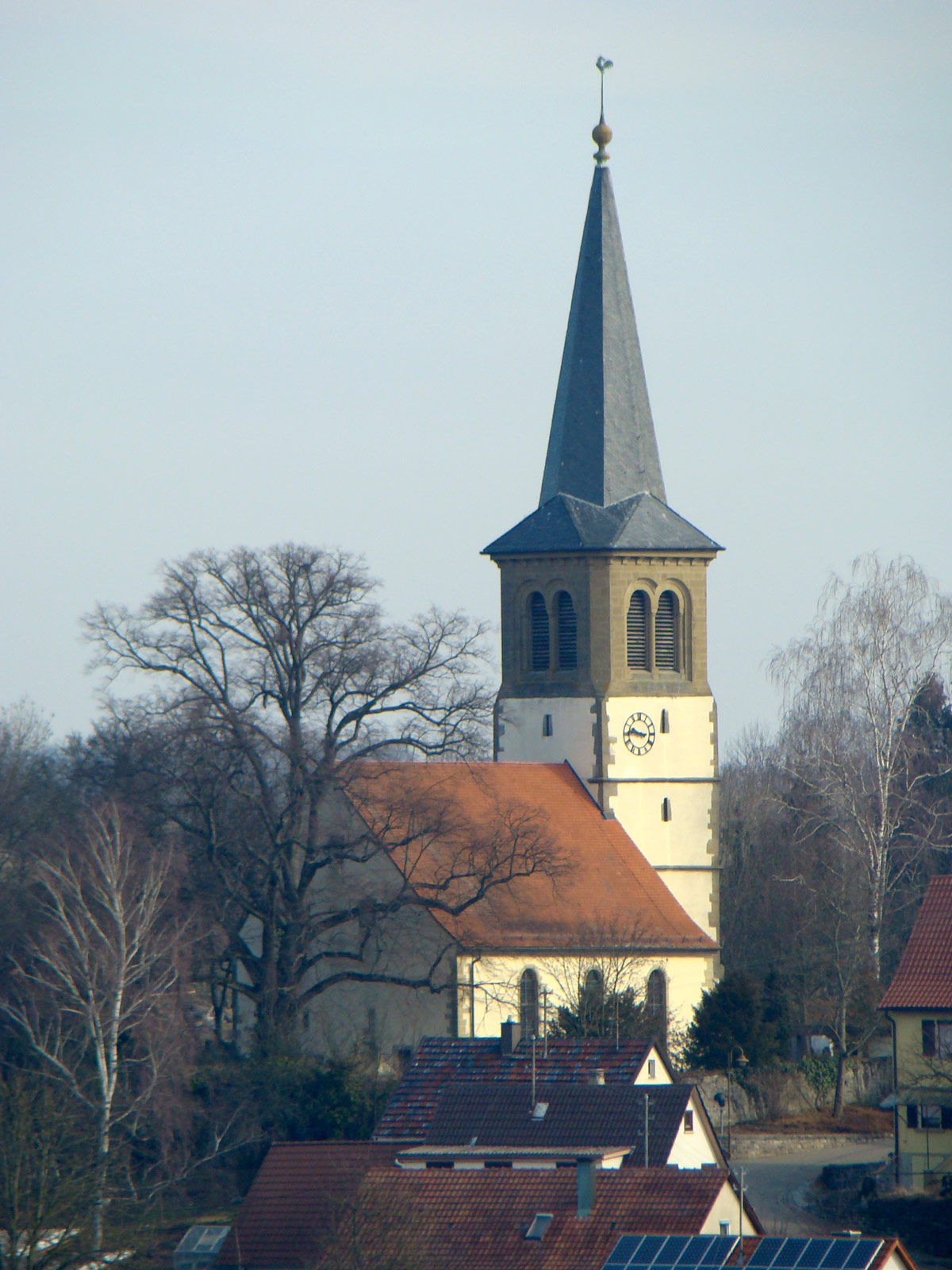
Evangelische Kirche Baumerlenbach

Zur Kirchengemeinde Baumerlenbach-Ohrnberg haben sich 2021 drei bis dahin selbständige Kirchengemeinden zusammengeschlossen. Sie umfasst die Stadtteile Baumerlenbach, Möglingen und Ohrnberg der Stadt Öhringen sowie die Ortsteile Eichach und Pfahlbach der Gemeinde Zweiflingen.
Eine Kirche St. Salvator und St. Maria in Baumerlenbach wird bereits 787 erstmals erwähnt, als sie von Hiltisnot dem Kloster Lorsch geschenkt wurde. 1037 gelangte sie an das Stift Öhringen. Zu ihrem Sprengel gehörte auch Möglingen und das spätere Ohrnberg. Nach Aufhebung des Stifts wurde die Kirche hohenlohisch. Die Kirche war ursprünglich wohl ein Adelshof. Die heutige Kirche wurde 1737 neu erbaut und 1966/67 renoviert. Der Chorturm hat noch romanische Fundamente. Das Pfarramt Baumerlenbach betreut auch die Nachbarkirchengemeinde Möglingen.

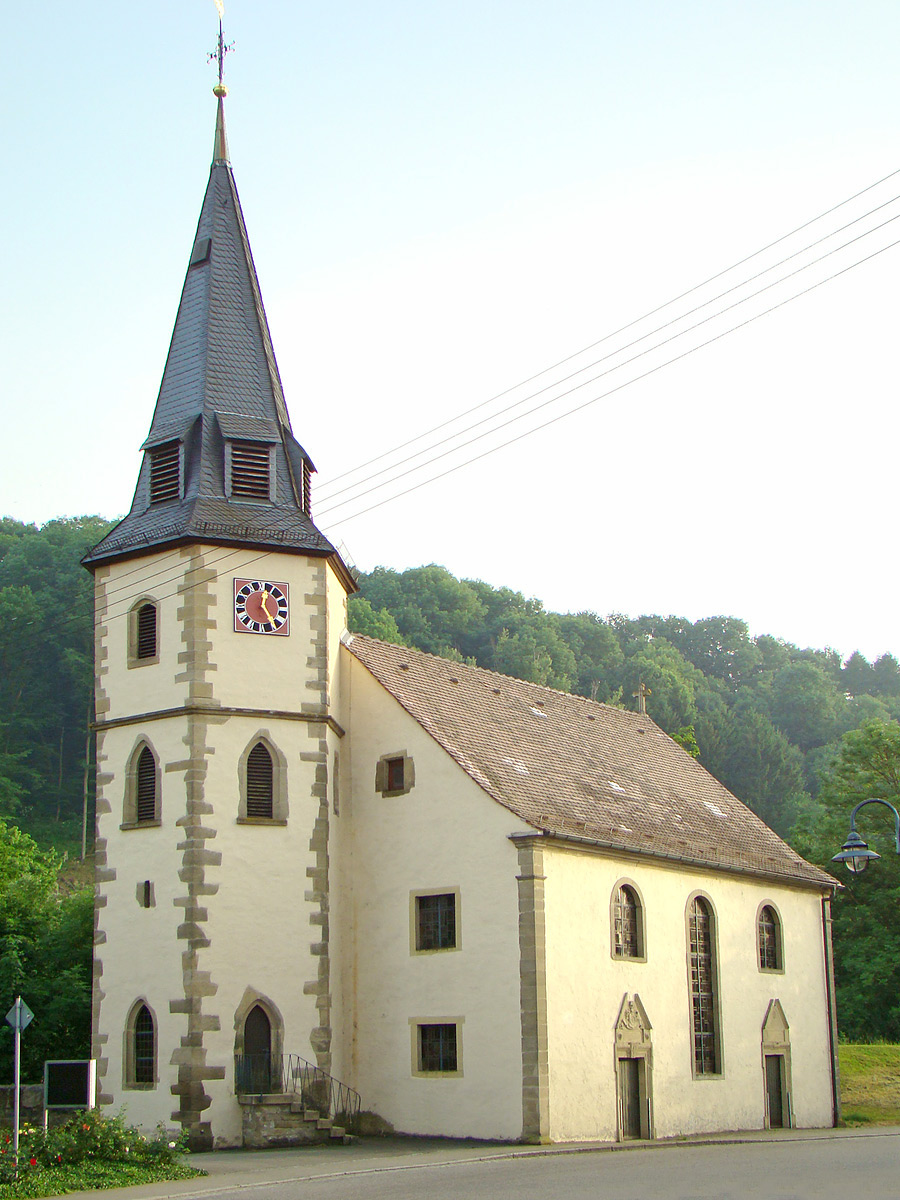
Evang. Kirche Öhringen-Möglingen

Seit dem 8. Jahrhundert war Möglingen eine Filiale von Baumerlenbach. Es bestand jedoch eine einschiffige Kapelle mit romanischen und gotischen Teilen sowie einem sechseckigen Ostturm, in der gelegentlich Gottesdienste stattfanden. 1759 wurde die Kirche neu erbaut.

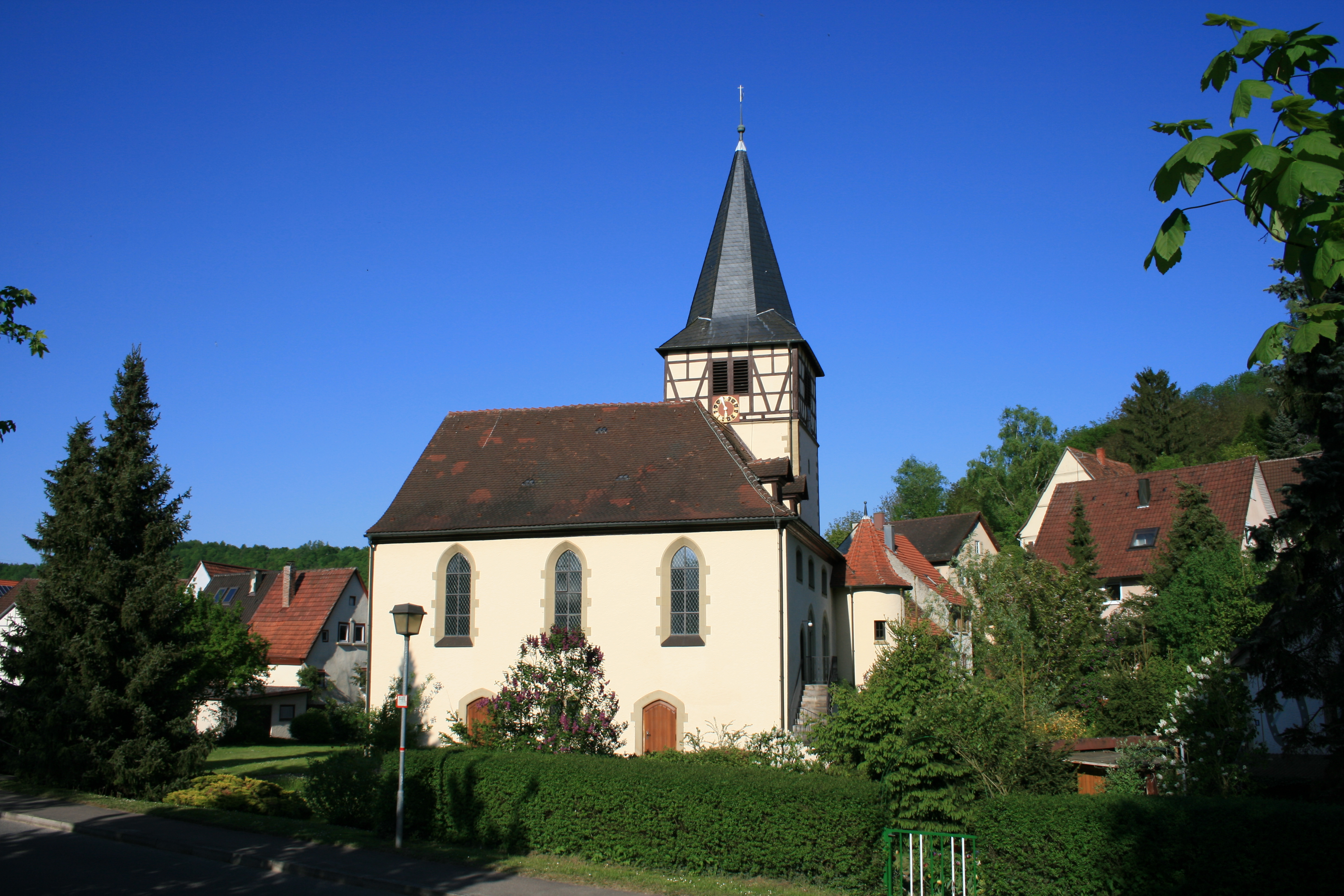
Evang. Kirche Öhringen-Ohrnberg

Die Ohrnberger Kirche war früher eine Filiale von Baumerlenbach und kam mit der Mutterkirche 1037 an das Stift Öhringen. Sie war im Mittelalter den Kirchenpatronen Basilides, Quirinius und Nabor geweiht. 1270 wurde erstmals eine Pfarrei Ohrnberg erwähnt. Die einschiffige Kirche mit Gewölbe-Fresken (Evangelistensymbole) im romanischen Turmchor (jetzt Sakristei) wurde 1370 gotisch sowie erneut 1601/02 durch Erweiterung des Schiffs nach Norden mit dortiger Dreiseiten-Empore, mit Altar und der darüber liegenden Kanzel sowie hufeisenförmig darauf ausgerichtetem Gestühl zur Querkirche umgebaut. 1704 erhielt der Turm ein Fachwerkgeschoss mit achteckigem Zelthelm. Die Emporenbrüstung besteht aus Leinwandbildern von Christus, den Aposteln und den Evangelisten. Das Schiff wurde von Oberbaurat Heinrich Dolmetsch 1900 renoviert und von Architekt Walther-Gerd Fleck 1962 restauriert.

### Kirchengemeinde Eschental

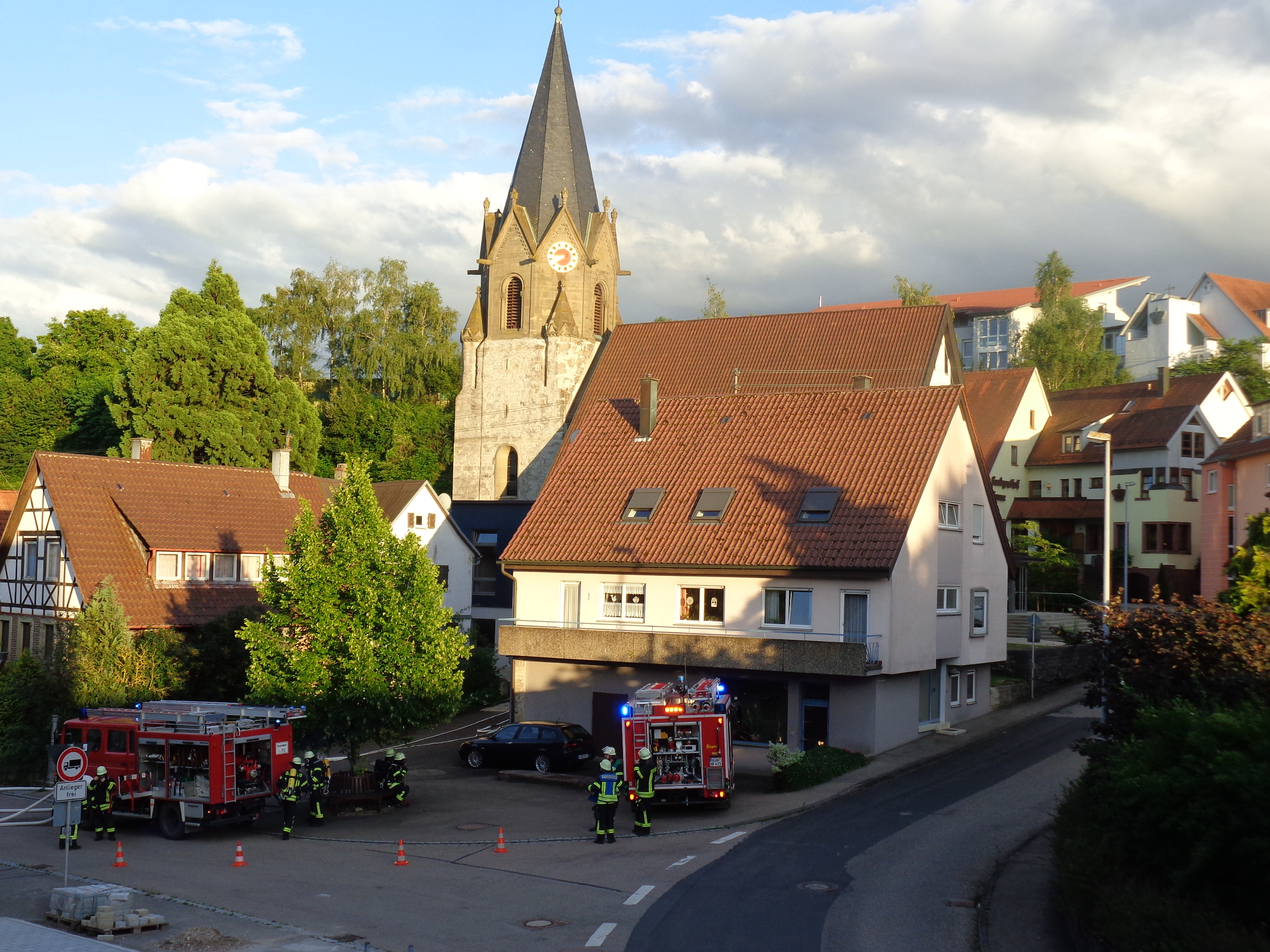
Kilianskirche in Eschental

Die Kirchengemeinde Eschental (ca. 750) umfasst die Ortsteile Eschental und Goggenbach der Gemeinde Kupferzell, den Ortsteil Arnsdorf der Gemeinde Braunsbach sowie die Wohnplätze Brachbach und Leipoldsweiler der Gemeinde Untermünkheim. Eine Kirche gibt es in Eschental schon seit dem Mittelalter. Sie wurde 1278 von den Herren von Limpurg der Johanniterkommende in Schwäbisch Hall gestiftet. Diese Kirche wurde im 19. Jahrhundert abgebrochen. An ihrer Stelle wurde 1873/75 die heutige Kilianskirche durch Christian Friedrich von Leins im neoromanischen Stil erbaut. Deren Kirchenschiff wurde vor 1959 abgerissen und durch Architekt Wilhelm Tiedje 1959 an den neugotischen Turm ein Schiff in Zeltdachform angebaut. Der benachbarten Orte Goggenbach und Arnsdorf gehörten stets zu Eschental. Kirchen gibt es dort nicht. Heute gehört auch Rüblingen zur Kirchengemeinde Eschental. Es besaß eine Kapelle St. Georg, die 1430 erstmals erwähnt wurde, 1871/72 jedoch abgebrochen wurde.

### Kirchengemeinde Forchtenberg

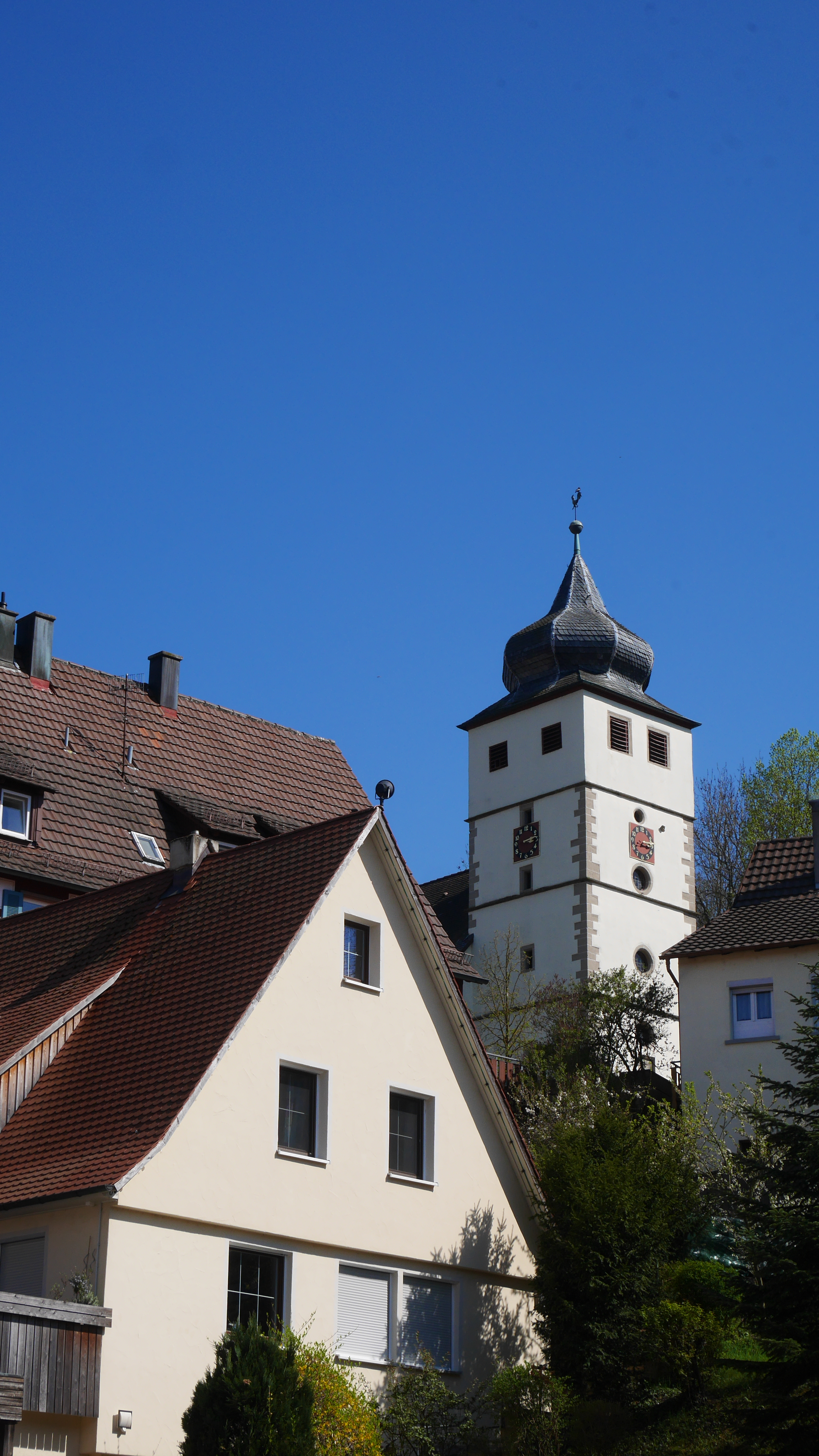
Michaeliskirche (Forchtenberg), Turm

Die Kirchengemeinde Forchtenberg (ca. 1.350) umfasst die Kernstadt und den Stadtteil Muthof der Stadt Forchtenberg. Ursprüngliche Kirche Forchtenbergs war die heutige Friedhofskirche, einst Pfarrkirche der im 13. Jahrhundert abgegangenen Siedlung Wülfingen. Diese romanische Michaelskirche gehörte den Herren von Wülfingen. Wülfingen gelangte 1212/19 an die Herren von Dürrn, die das Patrozinium der Wülfinger Kirche 1291 auf die Kapelle in Forchtenberg übertrugen. Sie wurde somit Pfarrkirche Forchtenbergs. Über das Kloster Amorbach kamen die kirchlichen Recht 1598 an Hohenlohe, das bereits die Reformation eingeführt hatte. War die alte Kirche in Wülfingen zunächst noch für mehrere Orte zuständig, so konzentrierte sich die Zuständigkeit der Forchtenberger Kirche nur noch auf die Stadt selbst sowie den Ort Muthof. 1614 wurde Muthof rekatholisiert. Die Kirche in Forchtenberg wurde 1688 neu erbaut und 1934/35 umgebaut. Nach dem Zweiten Weltkrieg zogen auch nach Muthof vereinzelt wieder Protestanten zu. Diese gehören seither (wieder) zur Pfarrei Forchtenberg.

### Kirchengemeinde Kupferzell

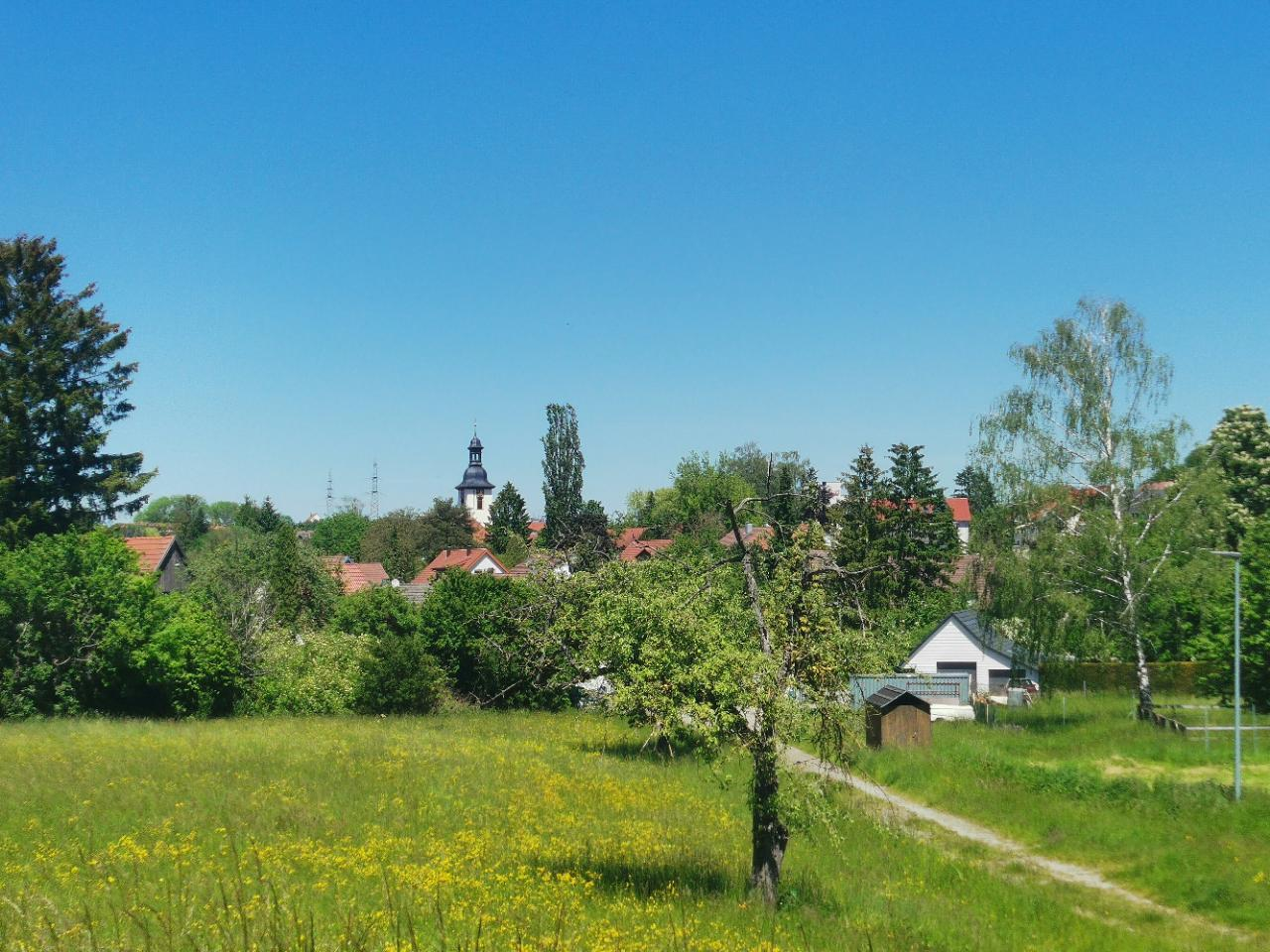
Evang. Kirche Kupferzell

Die Kirchengemeinde Kupferzell (ca. 1.950) umfasst den Kernort und die Ortsteile Feßbach und Kubach sowie einige kleinere Weiler der Gemeinde Kupferzell. Schon um das Jahr 1000 ist eine kirchliche Zelle in Kupferzell erwähnt, aus der sich eine Pfarrei entwickelte. 1236 wird ein Dekan erwähnt. Die Kirche gehörte den Grafen von Hohenlohe und dem Hochstift Würzburg. Durch Hohenlohe wurde Kupferzell evangelisch. Die zum Teil noch romanische Kirche wurde 1799/1800 neu erbaut und 1900 erweitert. Feßbach und Teile Kubachs gehörten schon vor 1800 zur Kirchengemeinde Kupferzell. 1806 wurden auch die restlichen Teile Kubachs (Hefenhofen, Rüblingen, Bullingsweiler), die zuvor zur Pfarrei Künzelsau bzw. Eschental gehörten, der Pfarrei Kupferzell zugeordnet. Eine Kirche gibt es in diesen Orten nicht. Lediglich Rüblingen besaß eine Kapelle St. Georg, die jedoch 1870/71 abgebrochen wurde.

### Kirchengemeinde Neuenstein

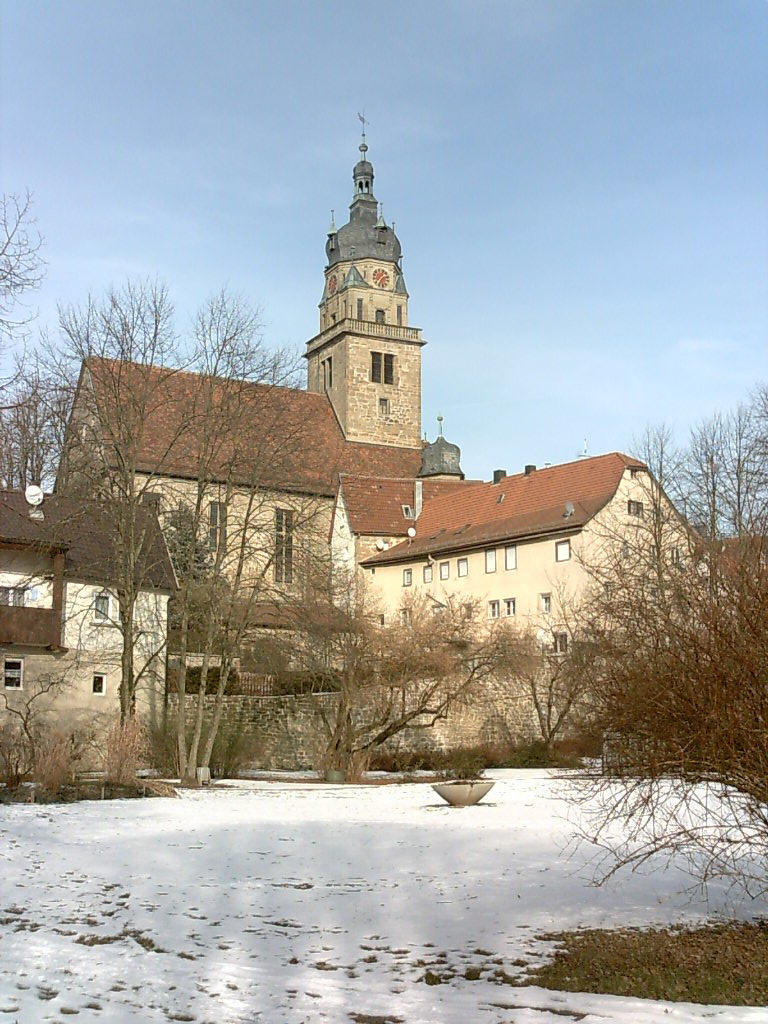
Evang. Kirche Neuenstein

Die Kirchengemeinde Neuenstein umfasst die  Stadt Neuenstein sowie den Ortsteil Mangoldsall der Gemeinde Kupferzell und den Haberhof der Stadt Forchtenberg. Kirchlich gehörte Neuenstein zunächst zur Stiftskirche Öhringen. Eine der Hl. Maria geweihte Kapelle wird 1365 erwähnt. Deren Reste sind vermutlich in einem Bau südlich der Kirche enthalten. 1499 wurde die Kapelle zur Pfarrei erhoben und nach der Reformation auch für die Orte Grünbühl, Kleinhirschbach und Obersöllbach zuständig, die früher ebenfalls zur Stiftskirche Öhringen gehörten. Den heutigen Umfang erhielt die Kirche Neuenstein durch mehrmalige Umbauten und Renovierungen in den vergangenen vier Jahrhunderten. So wurde das Schiff 1609/10 durch Georg Kern erneuert. In der Gruft der Kirche ruhen mehrere Angehörige des Hauses Hohenlohe-Neuenstein. Im Chor ist das Grabmal von Graf Wolfgang Julius zu sehen.

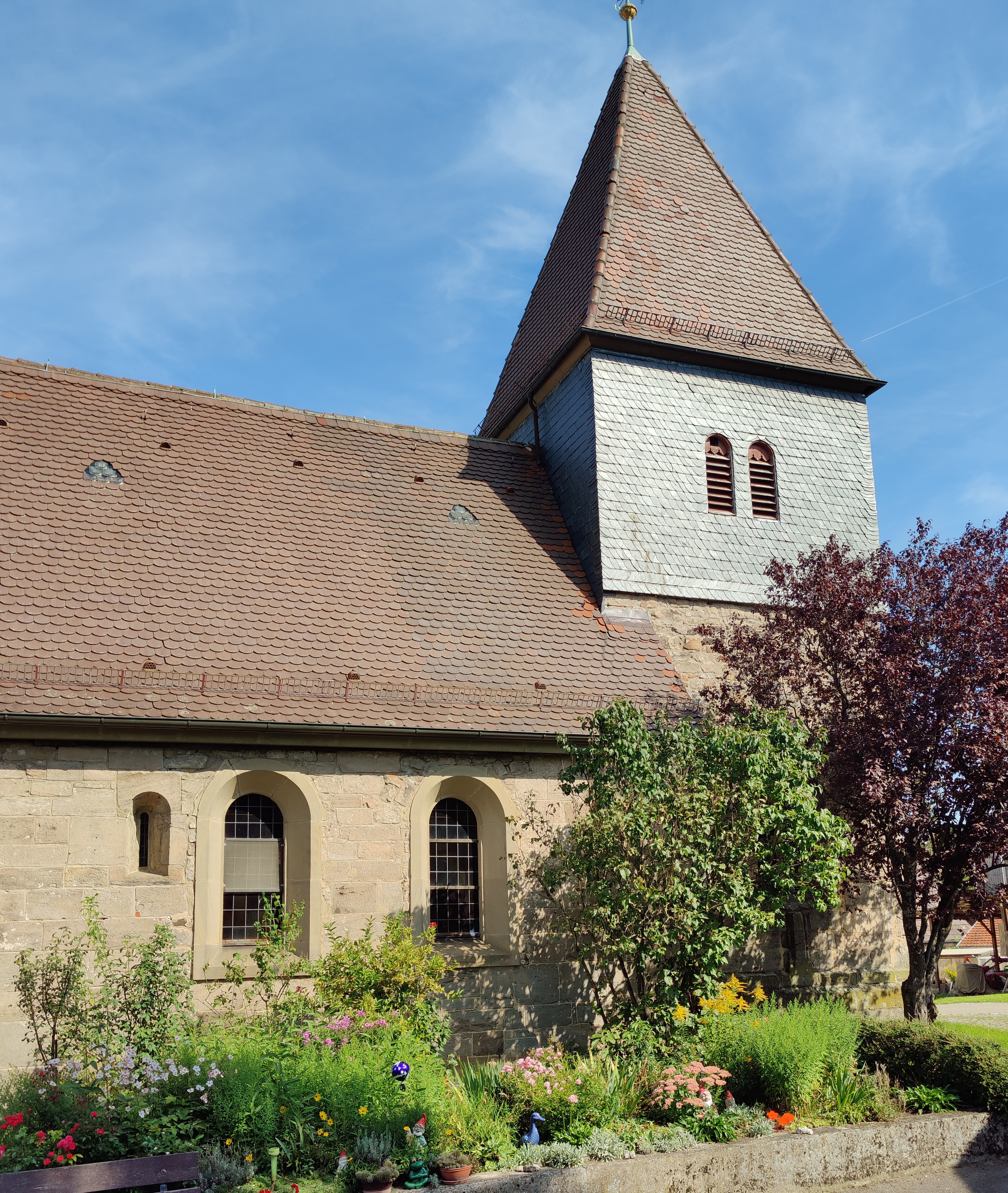
Maria-Magdalena-Kirche in Kesselfeld

Die früher selbständige Kirchengemeinde Eschelbach-Kesselfeld (ca. 430) sowie die ebenfalls selbständige Kirchengemeinde Kirchensall sind seit 2013 mit der Kirchengemeinde Neuenstein fusioniert. Bis 2003 bestanden noch zwei selbständige Kirchengemeinden Eschelbach und Kesselfeld, welche zusammen die Gesamtkirchengemeinde Eschelbach-Kesselfeld bildeten. Zum 1. Januar 2004 wurde sowohl die Kirchengemeinde Kesselfeld als auch die Gesamtkirchengemeinde Eschelbach-Kesselfeld aufgelöst. Gleichzeitig wurde die Kirchengemeinde Kesselfeld mit der Kirchengemeinde Eschelbach zur Kirchengemeinde Eschelbach-Kesselfeld zusammengeschlossen.
Eine Kirche wird in Eschelbach bereits 1365 erwähnt. Spätestens nach der Reformation wurde sie Pfarrkirche. Die heutige Johanneskirche wurde 1667 anstelle einer älteren Bartholomäuskirche erbaut. Die einschiffige Kirche wurde 1767 erneuert. Kesselfeld gehörte ursprünglich zur Stiftskirche Öhringen. 1499 wurde der Ort der neu gegründeten Pfarrei Neuenstein und 1533 der Pfarrei Eschelbach zugeordnet. Die Filialkirche Maria Magdalena Kesselfeld hat noch einen romanischen Chorturm. 1607 wurde die Kirche erneuert. Nach einem Brand wurde sie 1710 und dann nochmals 1963/65 renoviert.

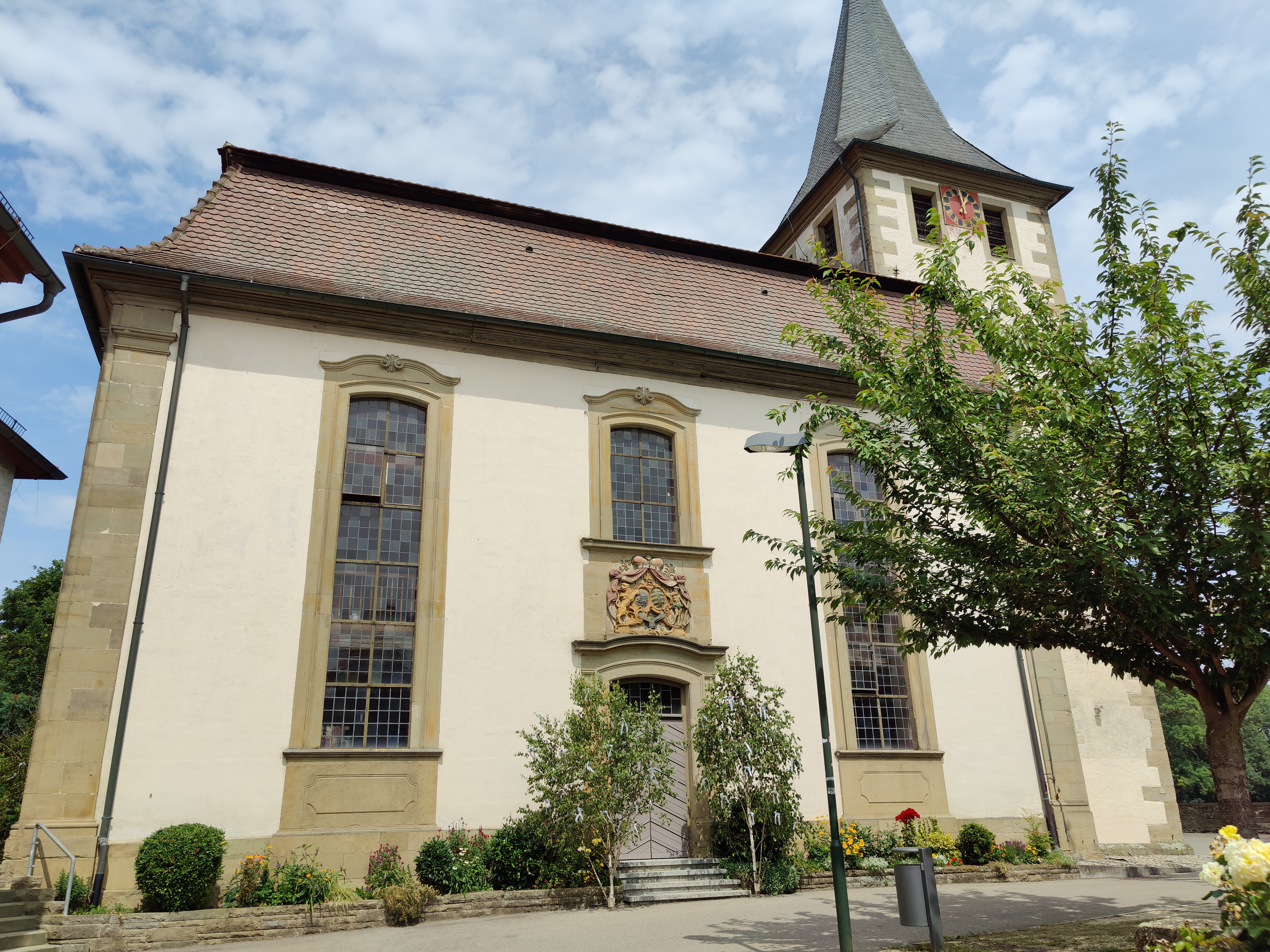
Marienkirche in Kirchensall

Die Kirchengemeinde Kirchensall (ca. 850) umfasst die Stadtteile Kirchensall und Neureut der Stadt Neuenstein und den Ortsteil Mangoldsall der Gemeinde Kupferzell. Eine Kirche St. Maria in Kirchensall wurde im 13. Jahrhundert von Konrad von Krautheim dem Kloster Gnadental geschenkt. Nach der Reformation durch Hohenlohe wurde sie evangelisch. Die heutige Marienkirche wurde 1769 bis 1776 erbaut und 1900 und 1958 renoviert. Der mittelalterliche Turm wurde später aufgestockt. Die Kirche besitzt eine Markgräfler Wand. Seit 1993 hat die Kirchengemeinde auch ein Gemeindehaus am Kirchenweg.
In dem zur Kirchengemeinde Kirchensall gehörigen Ort Neureut gab es im 14. Jahrhundert eine Burgkapelle in Neufels, die 1441 zerstört wurde. Nach 1490 wurde eine neue Kapelle gestiftet, die jedoch im 19. Jahrhundert profaniert und zu einem Wohnhaus umgebaut wurde. In Mangoldsall gibt es keine Kirche. Die Bewohner gehören kirchlich stets zu Kirchensall, zumal der Ort bis Anfang des 19. Jahrhunderts auch politisch zu Kirchensall gehörte und erst 1829/30 eine eigenständige Gemeinde, wurde, die dann bei der Gemeindereform nach Kupferzell eingemeindet wurde. Dabei wurden die Wohnplätze Langensall und Tiergarten abgetrennt und der Gemeinde Kirchensall angegliedert, die ihrerseits heute ein Stadtteil von Neuenstein ist.
Bis zur Reformation gehörte auch Westernach zur Pfarrei Kirchensall, wurde dann aber der Pfarrei Waldenburg zugeordnet.

### Kirchengemeinde Öhringen

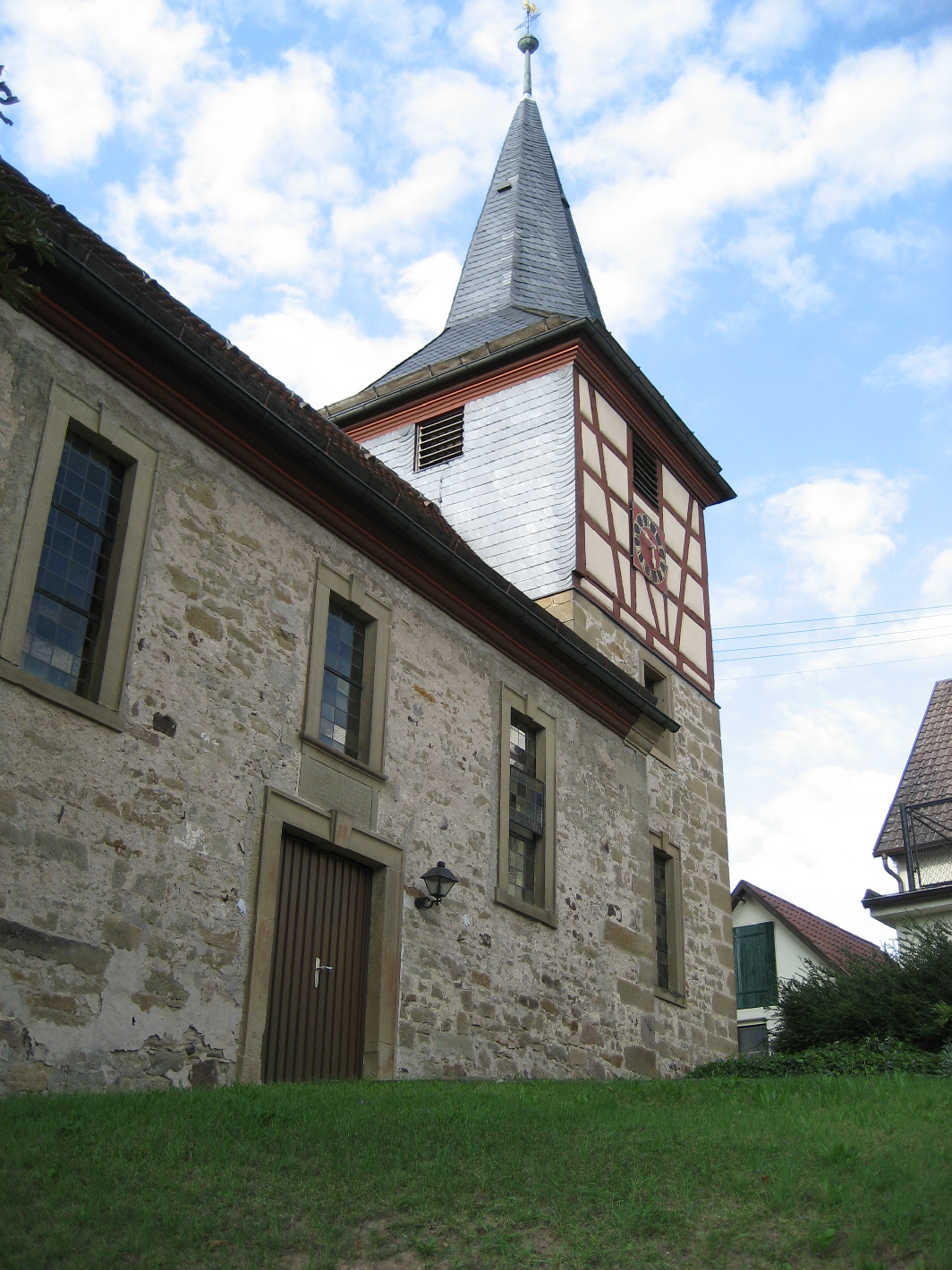
Salvatorkapelle Öhringen-Untersöllbach

Die Kirchengemeinde Öhringen (ca. 9.300) umfasst die Kernstadt und die Stadtteile Büttelbronn, Cappel, Eckartsweiler, Möhrig, Obermaßholderbach, Schwöllbronn, Untermaßholderbach, Unterohrn und Untersöllbach der Stadt Öhringen sowie den Ortsteil Westernbach der Gemeinde Zweiflingen.
Die Kirchengemeinde Öhringen geht zurück auf ein vor 1037 errichtetes Chorherrenstift, das auf Adelheid von Metz, die Mutter Kaiser Konrad II. zurückgeht. Das Stift erlangte großen Besitz und wurde Mutterkirche des gesamten Öhringer Raumes. Im Jahr 1253 wurde den Herren von Hohenlohe wichtige Rechte an und in Öhringen übertragen (sog. Öhringer Weistum). Aus der ehemals romanischen Kirche St. Peter und Paul wurde 1453 bis 1497 die heutige Stiftskirche erbaut. 1499 waren für einige umliegenden Gemeinden eigene Pfarreien errichtet. So entstanden die Pfarreien Neuenstein, Adolzfurt, Michelbach, Pfedelbach, Untersteinbach und Waldenburg.

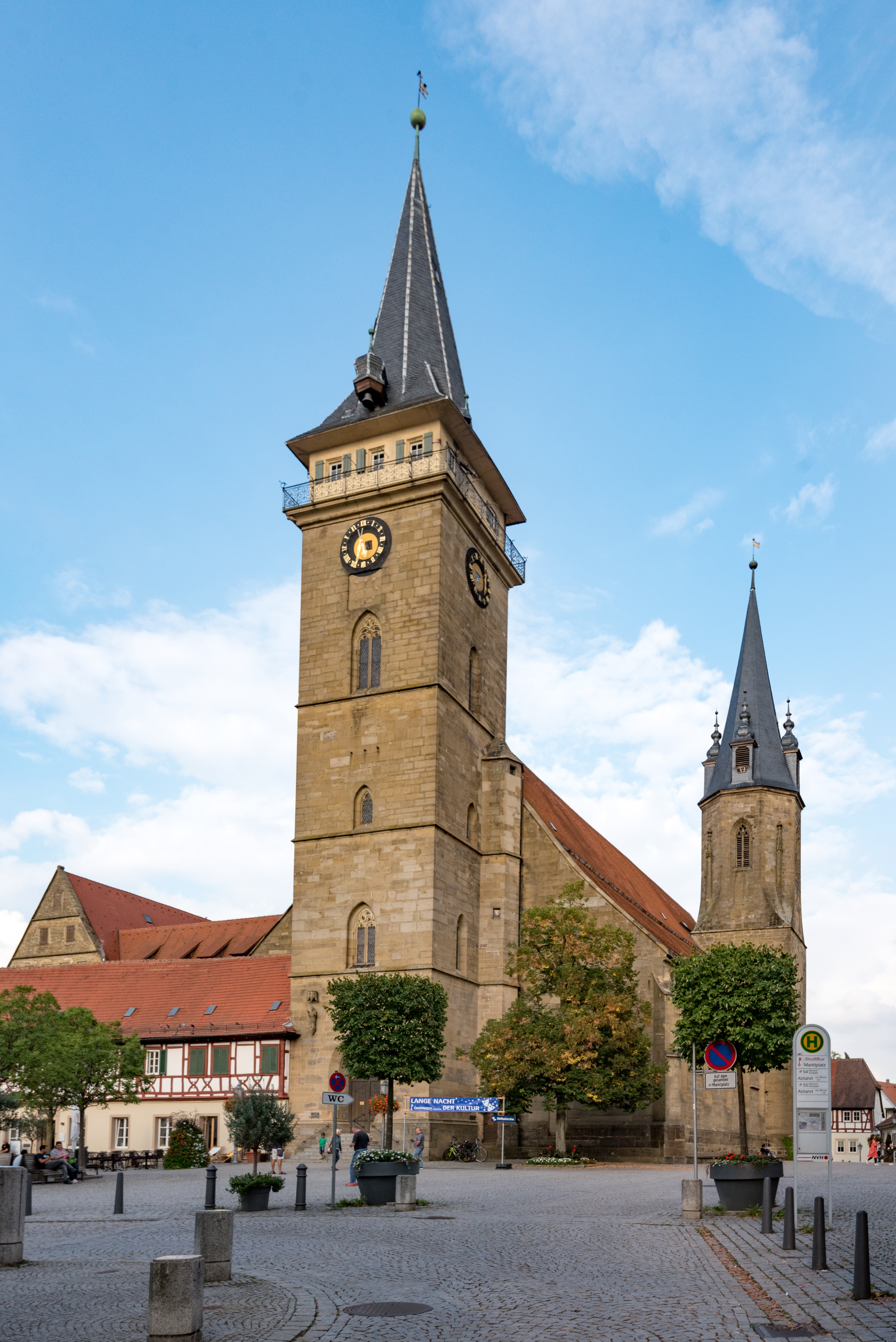
Stiftskirche Öhringen

Auf Anordnung der Grafen Ludwig Kasimir und Eberhard von Hohenlohe wurde die Reformation eingeführt. 1544 wurde der Lutherschüler Caspar Huberinus angestellt, dessen Wirken die Reformation wesentlich vorbereitete. Nach dem Augsburger Religionsfrieden 1555 wurde die Neuordnung der 41 Hohenlohischen Gemeinden angeordnet, im Jahr 1578 die endgültige Kirchenordnung für Hohenlohe erlassen. Bereits 1556 war das Stift Öhringen aufgehoben worden. Die zwischen dem Chor und dem Schiff bestehende Trennmauer wurde 1581 entfernt.

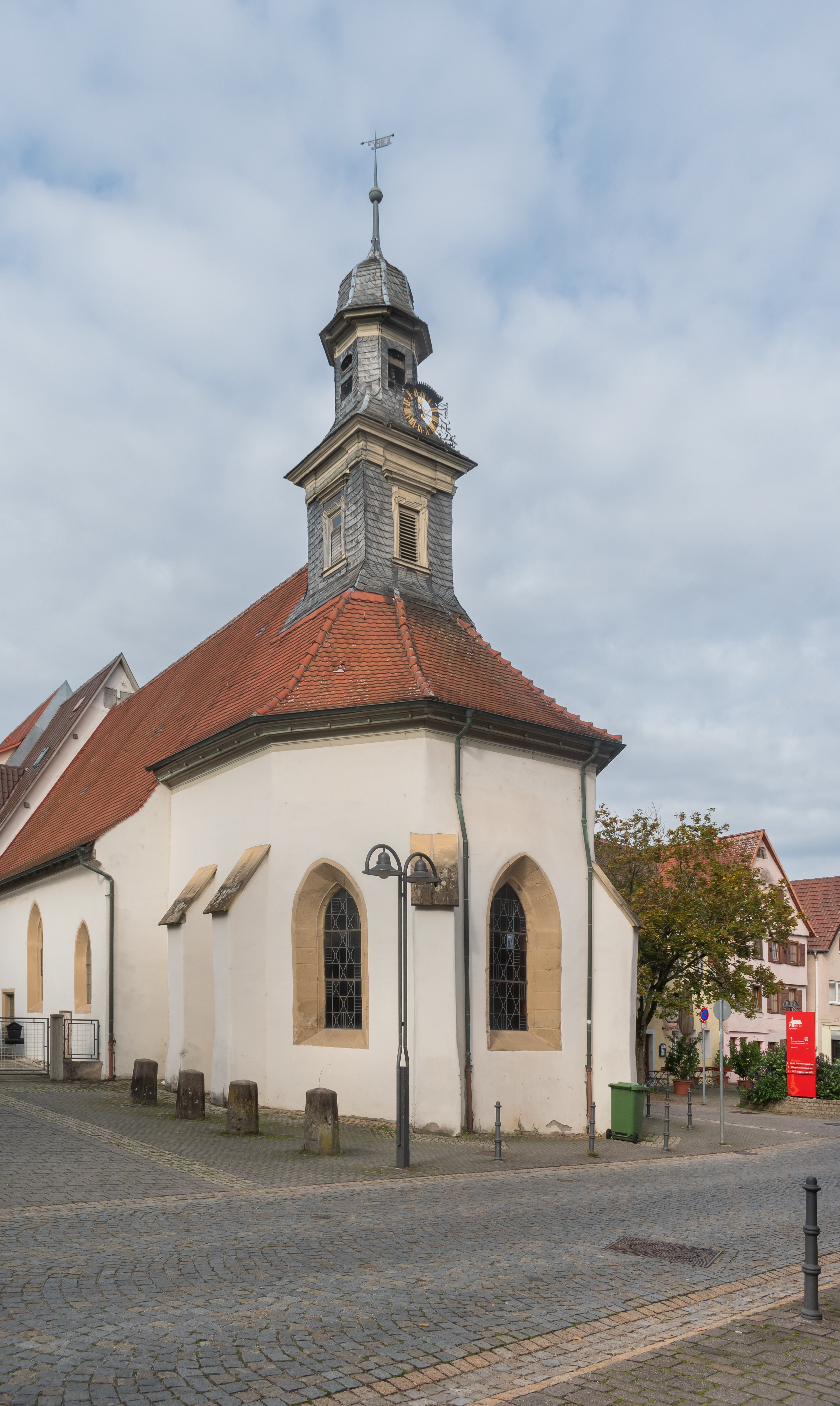
Spitalkirche in Öhringen

Nach dem Übergang an Württemberg wurde die Stiftskirche Öhringen Sitz eines württembergischen Dekanats. 1888 wurde die Kirche neugotisch umgebaut. Neben der Stiftskirche gibt es noch die Friedhofskapelle St. Anna, die 1520 erbaut wurde. Die Spitalkirche St. Anna und Elisabeth von 1376 diente seit 1940 (bis dahin in fürstlichem Besitz) der katholischen Kirchengemeinde als Gottesdienstraum, bevor sich diese 1960/61 eine eigene Kirche St. Joseph erbaute und die Spitalkirche an die evangelische Kirchengemeinde Öhringen verkaufte.
Die Kirchengemeinde Öhringen umfasst derzeit (2024) fünf Pfarrämter. In den zur Kirchengemeinde Öhringen gehörigen Weilern gibt es keine Kirchen. Eine Kapelle in Unterohrn wurde um 1800 zu einem Wohnhaus umgebaut. Lediglich in Untersöllbach besteht eine Salvatorkapelle, die 1711/13 erbaut wurde. Sie besitzt noch gotische Reste. Untersöllbach war bis 2001 eine eigene Kirchengemeinde, die mit der Kirchengemeinde Öhringen die Gesamtkirchengemeinde Öhringen bildete. Mit Wirkung vom 11. November 2001 wurde die Kirchengemeinde Untersöllbach aufgelöst und ihr Gebiet der Kirchengemeinde Öhringen angegliedert. Gleichzeitig wurde die Gesamtkirchengemeinde Öhringen aufgelöst.

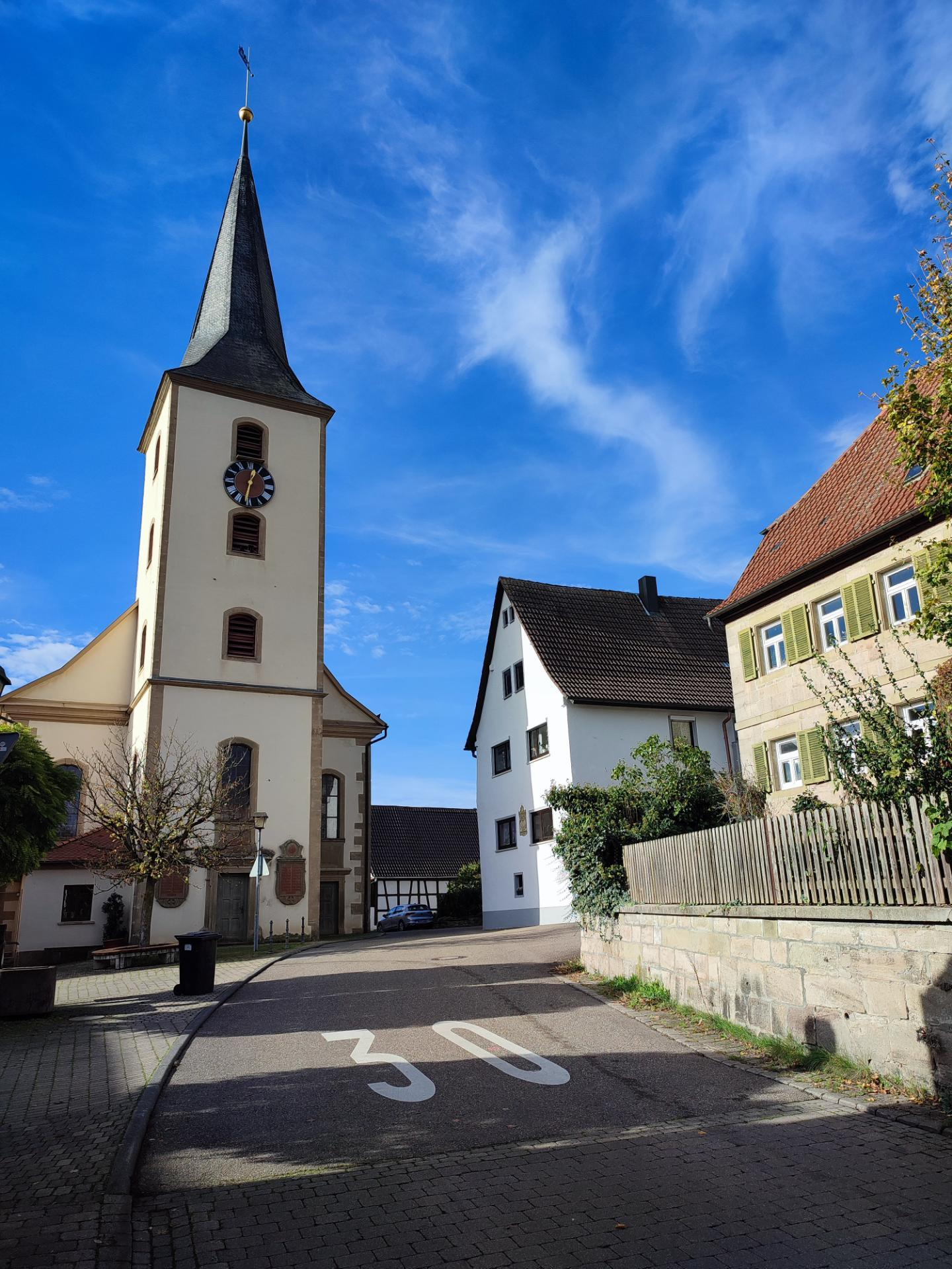
Evang. Kirche Michelbach am Wald

Inzwischen ist auch die früher selbständige Kirchengemeinde Michelbach am Wald in der Kirchengemeinde Öhringen aufgegangen. Im Mittelalter war Michelbach am Wald eine Filiale der Stiftskirche Öhringen. Nach der Reformation wurde der Ort eine eigene Pfarrei. Eine Nikolauskapelle wurde 1458 erstmals erwähnt. 1611 wurde die heutige Kirche zum Teil aus Steinen der Burg Gabelstein neu erbaut und 1752 und 1785 erweitert.
Bis 1993 gehörte auch der Wohnplatz Lindelberg (Gemeinde Pfedelbach) zur Kirchengemeinde Öhringen. Mit Wirkung vom 1. Januar 1994 wurde dieser der Kirchengemeinde Pfedelbach zugeordnet.

### Gesamtkirchengemeinde Orendelsall
Die Gesamtkirchengemeinde Orendelsall (ca. 1.000) umfasst die Gemeinde Zweiflingen ohne die Ortsteile Eichach und Pfahlbach (beide zur Kirchengemeinde Ohrnberg gehörig) und Westernbach (zur Kirchengemeinde Öhringen gehörig). Sie gliedert sich in die drei Kirchengemeinden Orendelsall, Tiefensall und Zweiflingen.

#### Kirchengemeinde Orendelsall
Die Kirchengemeinde Orendelsall (ca. ) umfasst die Ortsteile Friedrichsruhe, Heiligenhaus und Orendelsall der Gemeinde Zweiflingen sowie die Stadtteile Hohensall, Metzdorf, Orbachshof, Schwarzenweiler und Wohlmuthausen (ohne Haberhof, welcher 1961 der Kirchengemeinde Neuenstein zugeordnet wurde) der Stadt Forchtenberg. Die Kilianskirche in Orendelsall gehört zu den ältesten Kirchen im Raum Öhringen. Die Patronatsrechte kamen vom Kloster Murrhardt, dem die Kirche 1314 gehörte, an Württemberg, das die Reformation einführte. Das Schiff der Kirche wurde 1672 an den romanischen Turm neu angebaut, 1728 erweitert, 1791 jedoch durch einen Neubau ersetzt. In den stets zur Pfarrei Orendelsall gehörigen Weilern sowie in Wohlmuthausen gibt es keine Kirche.

#### Kirchengemeinde Tiefensall
Die Kirchengemeinde Tiefensall (ca. ) umfasst den Ortsteil Tiefensall der Gemeinde Zweiflingen. Kirchlich gehörte Tiefensall stets zur Pfarrei Orendelsall, doch bildet der Ort eine eigene Kirchengemeinde innerhalb der Gesamtkirchengemeinde Orendelsall. Tiefensall besitzt eine Martinskapelle mit romanischem Chor, die 1499 erstmals erwähnt wurde. Im Innern sind Fresken des 15. Jahrhunderts zu sehen, die 1950 restauriert wurden.

#### Kirchengemeinde Zweiflingen

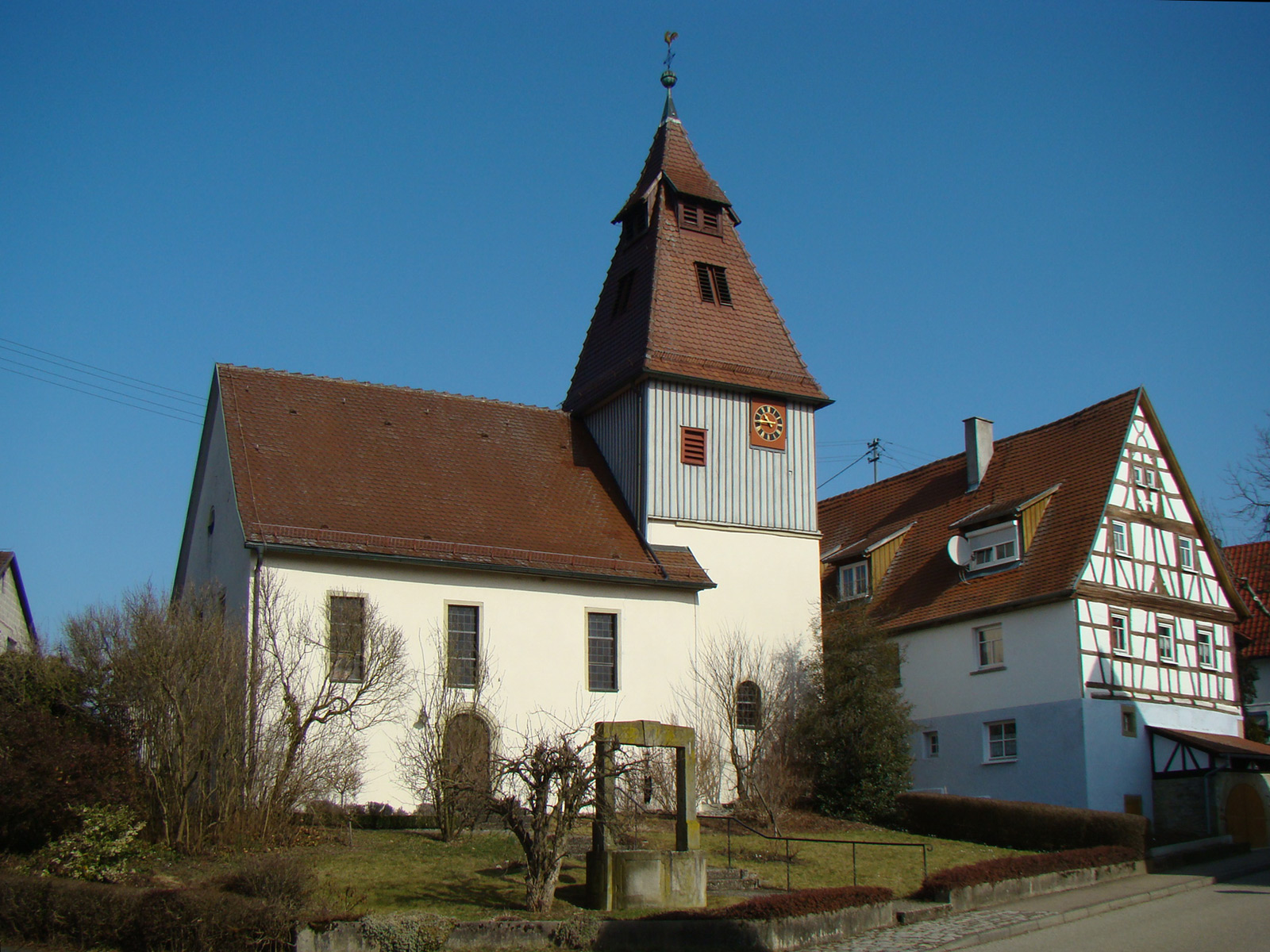
Nikolauskirche Zweiflingen

Die Kirchengemeinde Zweiflingen (ca. ) umfasst den Kernort der Gemeinde Zweiflingen mit einigen zugehörigen Weilern (ohne Tiefensall, Eichach und Pfahlbach). Kirchlich gehörte Zweiflingen stets zur Pfarrei Orendelsall, bildet jedoch eine eigene Kirchengemeinde innerhalb der Gesamtkirchengemeinde Orendelsall. Zweiflingen besitzt eine St.-Nikolaus-Kirche mit einem romanischen Chor und Fresken, die erst 1962 freigelegt wurden.

### Kirchengemeinde Pfedelbach

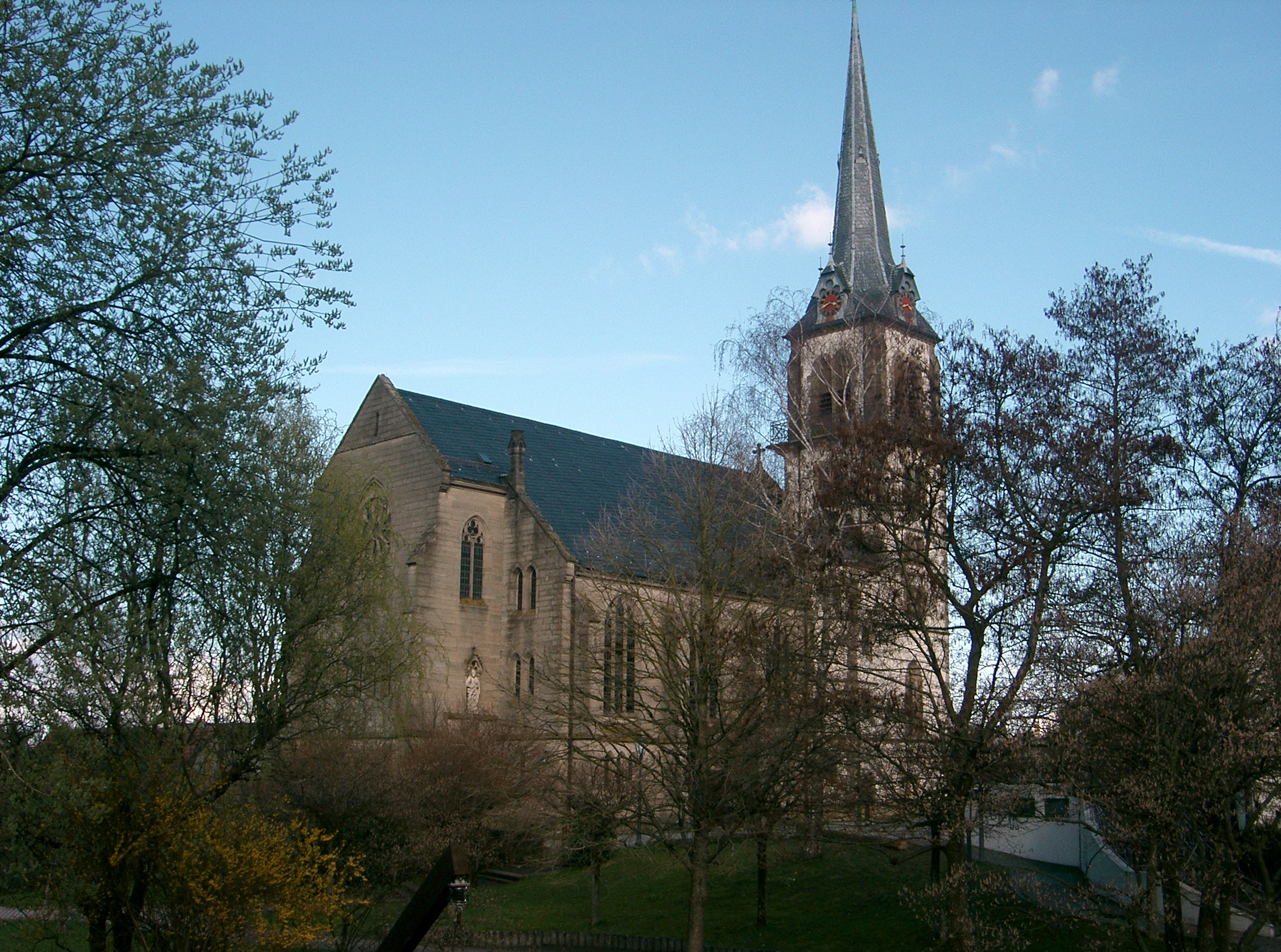
Peter- und Paulskirche in Pfedelbach

Die Kirchengemeinde Pfedelbach (ca. 3.800) umfasst den Kernort und die Ortsteile Buchhorn, Heuberg, Oberohrn und Windischenbach der Gemeinde Pfedelbach. Pfedelbach war ebenso wie Oberohrn und Windischenbach ursprünglich eine Filiale der Stiftskirche Öhringen. 1567 wurde Pfedelbach eigene Pfarrei, zu der auch die Orte Oberohrn und Windischenbach gehörten. 1577 wurde ein eigenes Konsistorium errichtet, zumal Pfedelbach zur Residenzstadt ausgebaut wurde. 1728 wurde das Konsistorium aufgehoben. Die Kirche St. Peter und Paul wurde 1588/89 anstelle einer älteren Kapelle erbaut und 1890 mit Ausnahme des Turmes und des Chores erneuert.

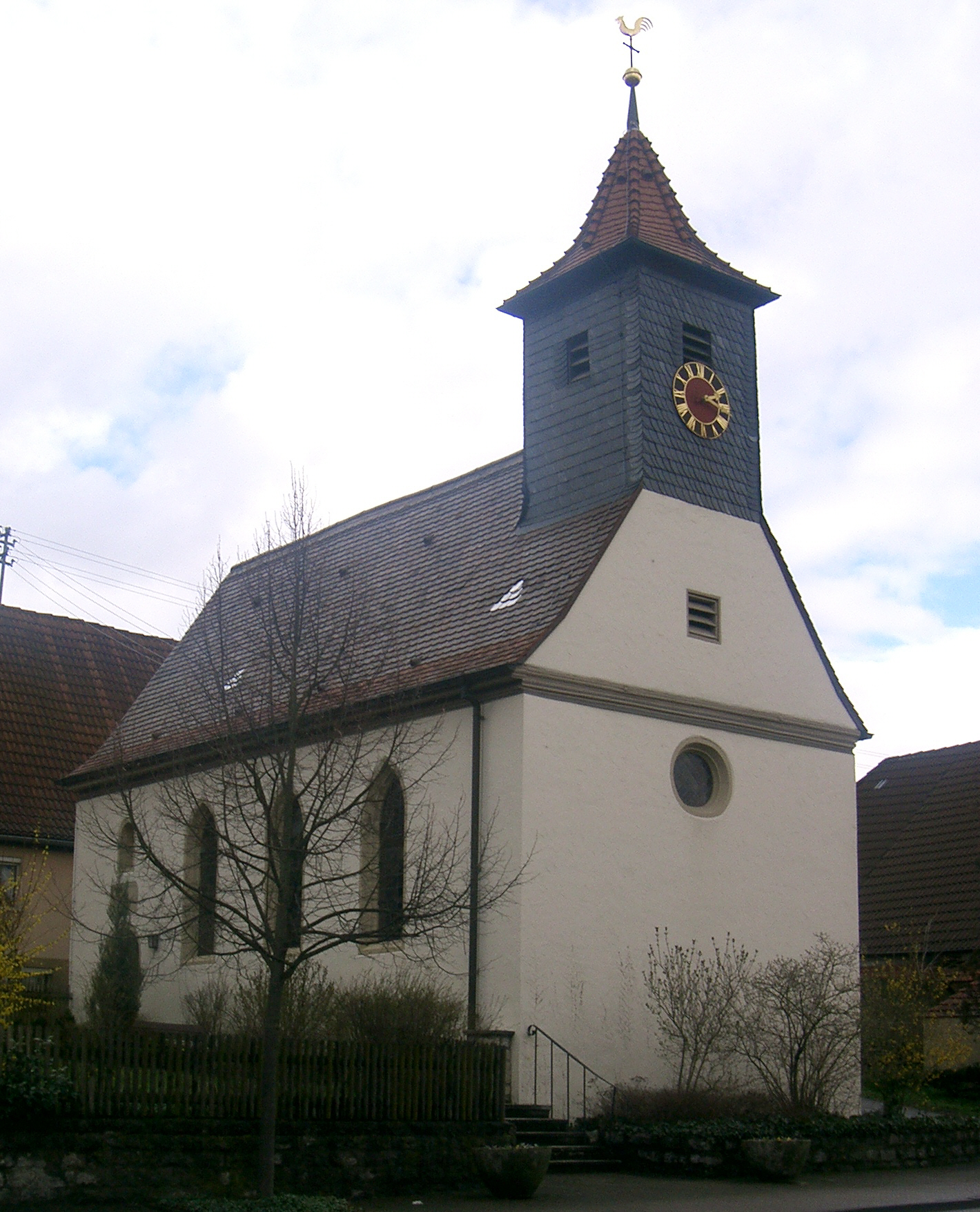
Evang. Kirche Pfedelbach-Oberohrn

Oberohrn gehörte seit der Reformation zur Pfarrei Pfedelbach. Die mittelalterliche Kapelle St. Christoph wurde 1688 als Salvator-Mundi-Kirche neu errichtet. Dabei wurden Teile der Vorgängerkirche verwendet. Im Innern befinden sich eine Pietà und Altarfiguren aus dem 15. Jahrhundert.

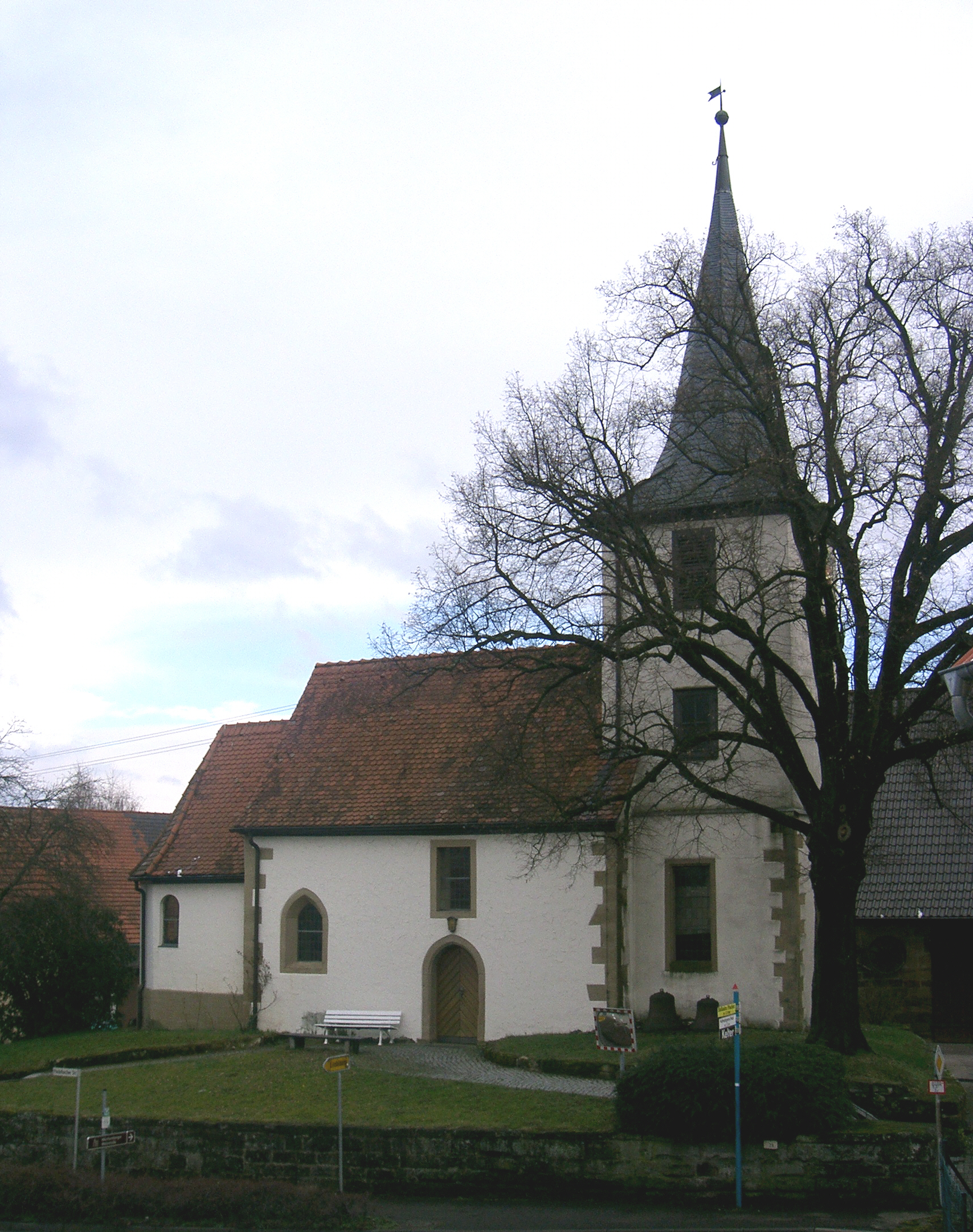
Evang. Kirche Pfedelbach-Windischenbach

Windischenbach gehörte seit der Reformation zur Pfarrei Pfedelbach. Die einschiffige Filialkirche wurde 1679 neu ausgestattet, der Turm 1725 erneuert. Der zu Windischenbach gehörige Wohnplatz Lindelberg gehörte bis 1993 zur Kirchengemeinde Öhringen. Mit Wirkung vom 1. Januar 1994 wurde dieser jedoch der Kirchengemeinde Pfedelbach zugeordnet.

### Kirchengemeinde Sindringen-Ernsbach

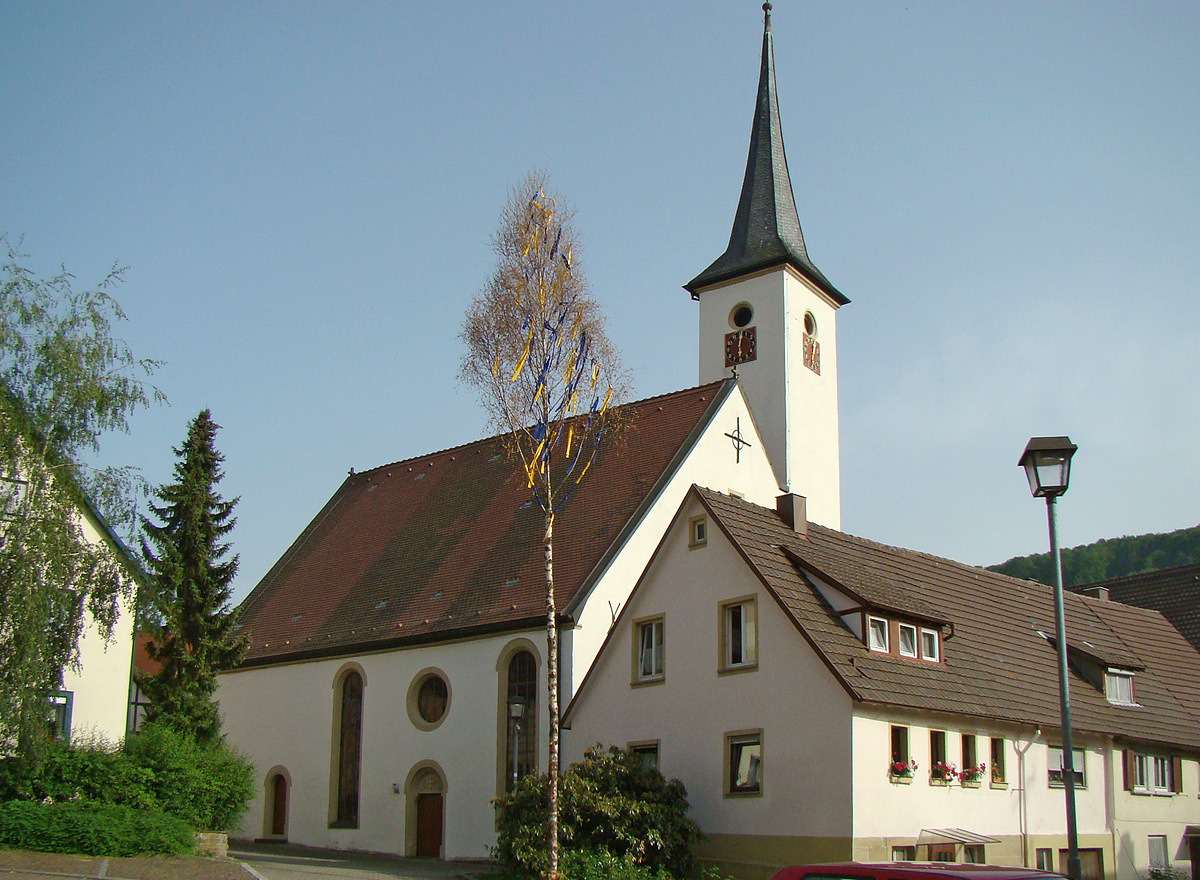
Heilig-Kreuz-Kirche in Sindringen

Die Kirchengemeinde Sindringen-Ernsbach umfasst die Stadtteile Sindringen und Ernsbach der Stadt Forchtenberg. Eine Heilig-Kreuz-Kapelle in Sindringen wird 1230 erstmals genannt. 1328 wurde sie von den Herren von Weinsberg dem Kloster Schöntal geschenkt. Die Grafen von Hohenlohe errichteten 1405 eine Messpfründe, die auch das benachbarte Ernsbach versorgte. Die um 1100 errichtete Kirche war ursprünglich eine dreischiffige romanische Basilika, die um 1600 erneuert und erweitert wurde. 1963/64 wurden Fresken aus dem 14. Jahrhundert freigelegt.
Ernsbach gehörte kirchlich zunächst zu Sindringen. Doch gab es eine Johannes dem Täufer geweihte Kapelle, die 1707 abgebrochen wurde. 1708/09 wurde Ernsbach eine eigene Pfarrei und eine neue Kirche erbaut, die 1954 renoviert wurde. 1945 wurde die Pfarre Ernsbach wieder aufgehoben. Die Kirchengemeinde Ernsbach wurde vom Pfarramt Sindringen betreut, bis beide Gemeinden fusionierten.

### Kirchengemeinde Untersteinbach

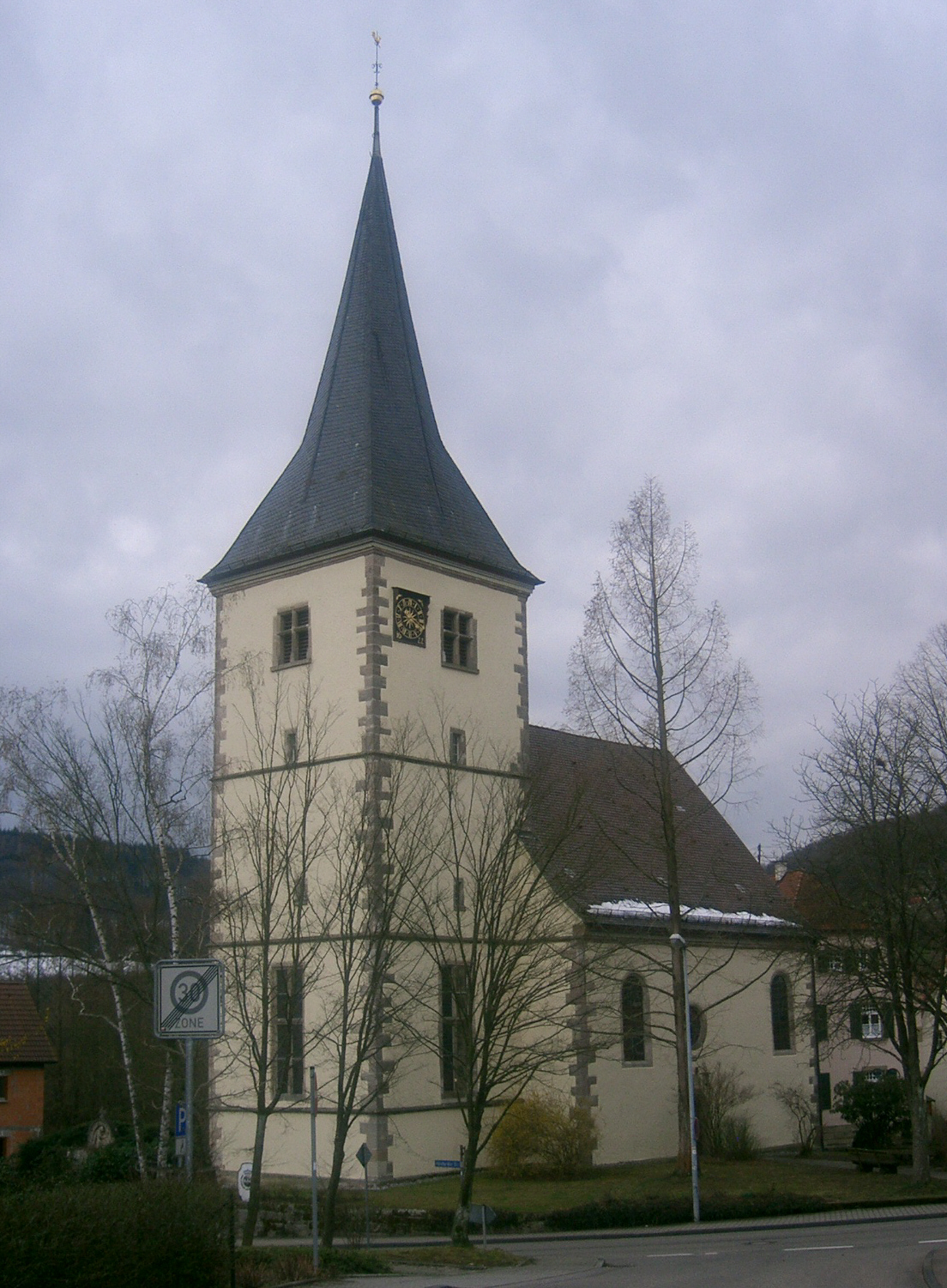
Evang. Kirche Pfedelbach-Untersteinbach

Die Kirchengemeinde Untersteinbach (ca. 1.450) umfasst die Ortsteile Harsberg und Untersteinbach sowie deren zugehörige Weiler Obergleichen und Untergleichen, die alle zur Gemeinde Pfedelbach gehören, sowie die Stadtteile Obersteinbach und Sailach der Stadt Waldenburg. Untersteinbach gehörte ursprünglich zur Stiftskirche Öhringen. Eine Kirche ist bereits 1368 erwähnt. 1525 wurde aus der Kaplanei Untersteinbach eine eigene Pfarrei. Die alte Kapelle wurde 1623/25 durch Baumeister Heinrich Schickhardt umgebaut und vergrößert. Die einschiffige Kirche hat noch romanische Reste und ist mit West- und Nordempore, Gemälden an der Emporenbrüstung und im quadratischen Turmchor seit 1969 mit einem großen Chorfenster der Künstlerin Anna-Dorothea Kunz-Saile ausgestattet. Obersteinbach gehörte kirchlich stets zu Untersteinbach. Eine Kirche gibt es in Obersteinbach nicht.

### Kirchengemeinde Waldenburg

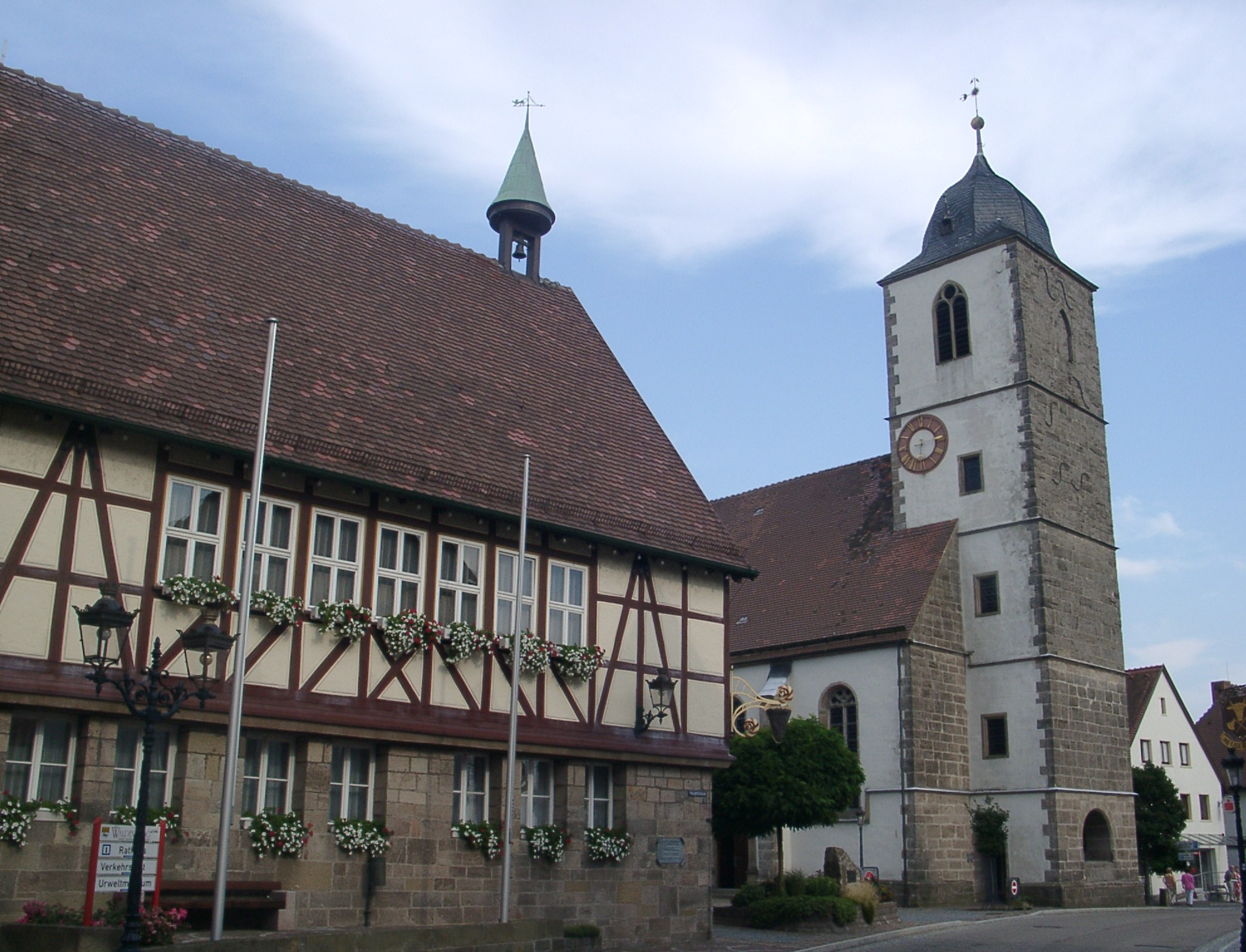
Evang. Stadtkirche Waldenburg

Die Kirchengemeinde Waldenburg (ca. 1.900) umfasst die Stadt Waldenburg (ohne die Stadtteile Obersteinbach und Sailach, die zur Kirchengemeinde Untersteinbach gehören) sowie die Ortsteile Beltersrot, Löcherholz, Neukupfer und Westernach der Gemeinde Kupferzell. Waldenburg gehörte kirchlich ursprünglich zur Stiftskirche Öhringen. Nach der Reformation wurde Waldenburg 1558 eine eigene Pfarrei. Eine Ägidiuskapelle sowie eine dem Hl. Georg geweihte Kapelle (später Friedhofskapelle) gab es jedoch in Waldenburg. Die mittelalterliche Ägidiuskapelle wurde 1562 erweitert, jedoch kurze Zeit später bis auf den Chor abgebrochen. An den Chor wurde 1589 bis 1593 eine dreischiffige Hallenkirche mit Kreuzgewölbe auf vier Pfeilern im Renaissancestil angebaut. Der Chor wurde zur Grablege des Grafenhauses, mehrere Epitaphe schmücken die Kirche. Der württembergische Baumeister Heinrich Schickhardt wirkte beratend mit. Der viereckige, 32 Meter hohe Turm mit fünf Stockwerken und schön geformten, schiefergedeckten Helmdach ist neben dem Mändles- und Lachnersturm weithin sichtbar zu einem Wahrzeichen Waldenburgs geworden. 1780 wurde die Kirche barockisiert. 1972/74 wurde die Kirche baulich verändert, unter anderem wurden die Seitenemporen und die Orgelempore im Chor abgebrochen, das Kirchengestühl ausgebaut und durch eine variable Bestuhlung mit ca. 200 Sitzplätzen ersetzt, die Ehrlich-Orgel wurde umgebaut und umgesetzt. 2004 erhielt die Kirche ein Glasfenster von Prof. Hans Gottfried von Stockhausen, das die Bergpredigt und die Seligpreisungen zum Thema hat.
Der heute zur Gemeinde Kupferzell gehörige Ort Westernach gehörte bis zur Reformation auch kirchlich zur Pfarrei Kupferzell, wurde dann aber der Pfarrei Waldenburg zugeordnet. Die Dorfkirche St. Wolfgang in Westernach ist eine einschiffige Kirche, die auf romanischen Chorfundamenten um 1420 bis 1470 erbaut wurde. In den Jahren 1970 bis 1974 wurde sie renoviert. Dabei wurde unter anderem die Kanzel durch ein Pult ersetzt und der Altarraum vergrößert. Sie besitzt einen Taufstein aus dem Jahre 1715 und ein altes Kruzifix.
Neben diesen beiden Kirchen in Waldenburg und Westernach gibt es in Beltersrot eine weitere Predigtstätte, das ehemalige Schulhaus.

## Archivquellen
- Bestand: Visitationsberichte.   Landeskirchliches Archiv Stuttgart. 1581–1822.   Signatur: A 1.
- Bestand: Kirchenvisitationsakten.   Hauptstaatsarchiv Stuttgart. ca. 1601–1840.   Signatur: A 281.
- Bestand: Ortsakten [mit Digitalisaten der Pfarrbeschreibungen und Pfarrberichte (darin u. a.: Chronik, Filialverhältnisse)].   Landeskirchliches Archiv Stuttgart. ca. 1550–1923.   Signatur: A 29.
- Bestand: Ortsakten [mit Digitalisaten der Pfarrberichte (darin u. a.: Filialverhältnisse)].   Landeskirchliches Archiv Stuttgart. ca. 1924–1966.   Signatur: A 129.
- Bestand: Ortsakten [mit Visitationsberichten].   Landeskirchliches Archiv Stuttgart. ca. 1967–1989.   Signatur: A 229.
- Archivgut: Dekanatsarchive.   Landeskirchliches Archiv Stuttgart.   Signatur: F-Bestände.
- Archivgut: Pfarrarchive.   Landeskirchliches Archiv Stuttgart.   Signatur: G-Bestände.